# Windmolen

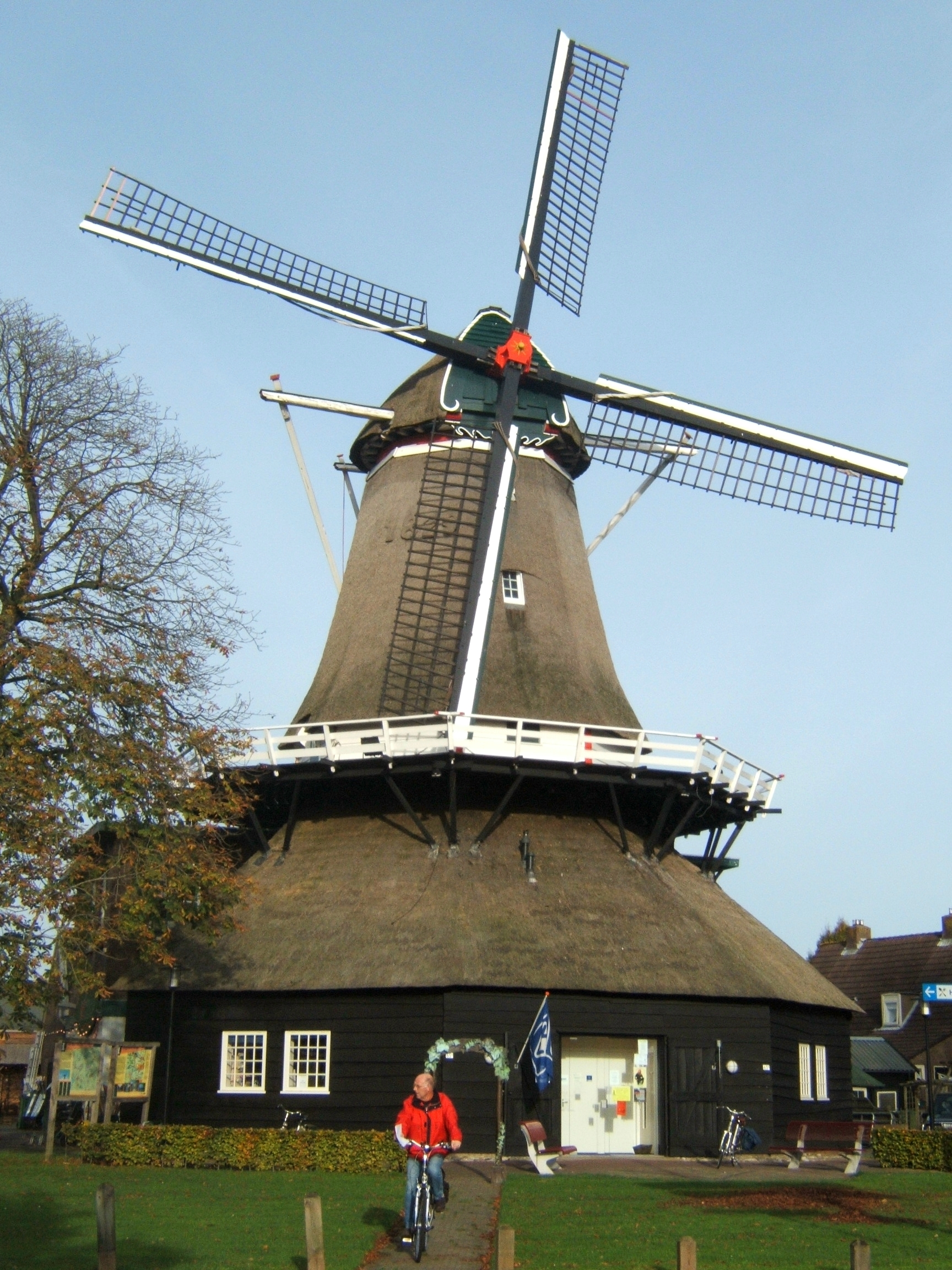
De Wieker Meule in de Wijk

Windmolens zijn molens die de bewegingsenergie van de lucht (wind) omzetten in rotatie-energie van de wieken, die dan nuttig kan worden gebruikt, bijvoorbeeld voor het opwekken van elektriciteit (windturbine), het persen van olie uit oliehoudende zaden (oliemolen), het malen van graan (korenmolen), het zagen van hout (zaagmolen) of het verplaatsen van water (poldermolen).
Bij windmolens kan men twee hoofdtypen onderscheiden: 
- de vaak 'industriële' windmolens die dienen om elektriciteit op te wekken en in de laatste decennia van de twintigste eeuw als energiebron steeds belangrijker zijn geworden, zie daarvoor windturbine;
- de 'traditionele' windmolens die tot in de achttiende eeuw van grote betekenis waren. De rest van dit artikel gaat over dit type.

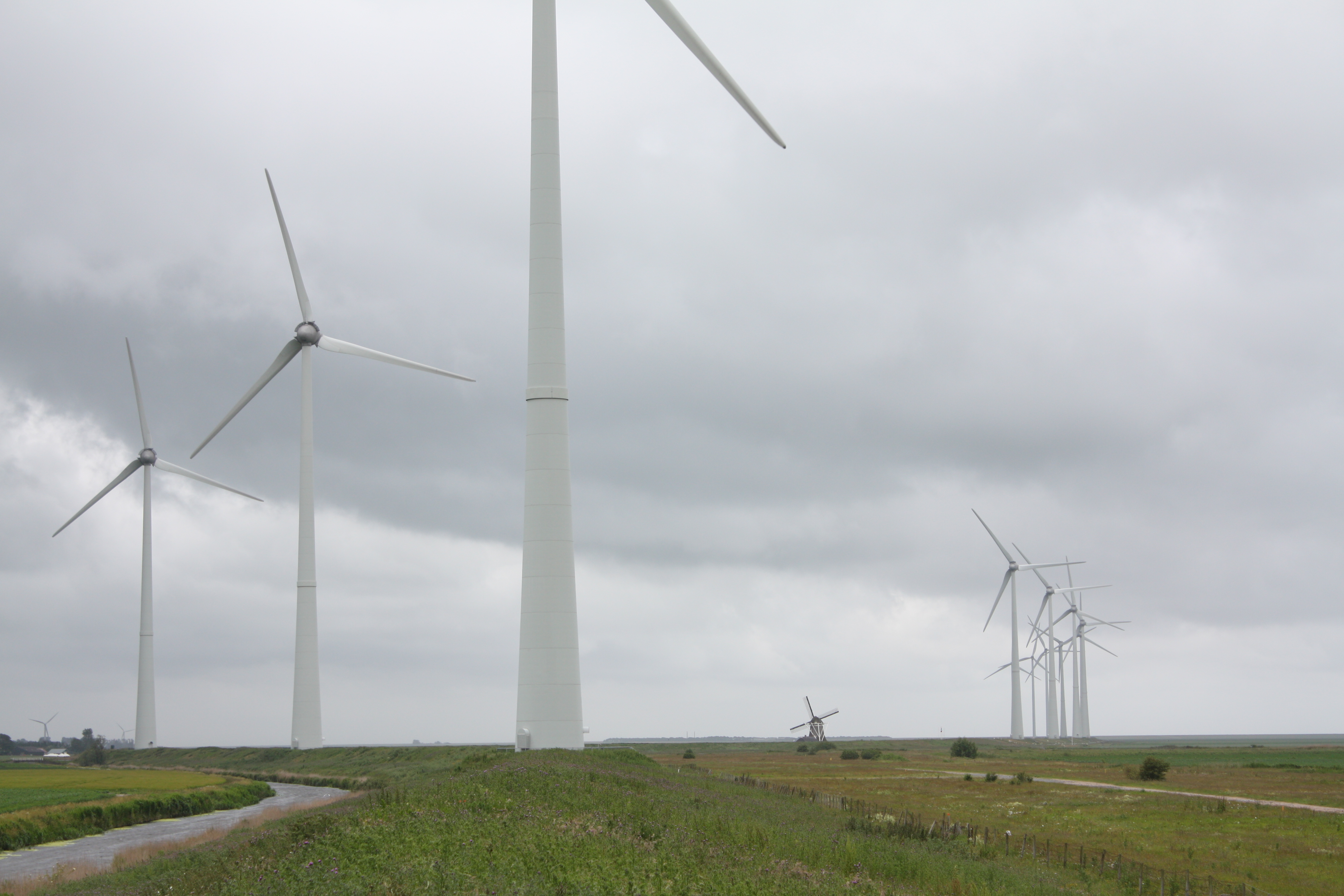
Windmolen De Goliath in de Eemshaven tussen moderne windturbines. De Goliath heeft een vlucht van 23,5 m, bij de windturbines is dit ca. 120m.

## Geschiedenis

### Oorsprong
De vermoedelijk oudste, echter qua leeftijd toch niet onomstreden windmolen is de Chinese windmolen. In de in Luoyang (provincie Liaoning) geopende Han-begraafplaatsen vond men muurschilderingen, die het gebruik van windmolens in China sinds de oosterse Han-dynastie (25-220 n.Chr.) aantonen. Voor zover bekend stamt de eerste vermelding van een windmolen in de Chinese literatuur van Yehlu Chu-Tshai, een Chinees staatsman, die er in het verslag van zijn reis naar Turkestan (1219 n.Chr.) over schrijft. Hierbij zou het echter om een Perzische windmolen kunnen gaan. De geschiedenis van de Perzische windmolen kan tot in de 7e eeuw teruggevolgd worden. Zowel de Chinese als de Perzische molen werkt met een verticale draaias.
Lang is men ervan uitgegaan dat het eerste windmolentype in Europa de standerdmolen is geweest, maar dit type molen is zo ingenieus geconstrueerd dat het er onmogelijk zomaar opeens geweest kan zijn. Het is daarom aannemelijk dat de standerdmolen het resultaat is van een "evolutie" die enige honderden jaren geduurd heeft.
In Europa verschenen de eerste windmolens in de 12e eeuw in Noordwest-Frankrijk, Vlaanderen en Zuid-Engeland. Ten zuiden van Duinkerke is in een balk van een windmolen het jaartal 1114 uitgekapt. In Engeland is de vroegste vermelding van een windmolen 1155 toen Hugo de Plaiz een windmolen schonk aan de monniken van Lewes. Een van de oudste schriftelijke sporen (1183) gaat over het Wormhoutse domein van de Abdij van Sint-Winoksbergen. Feitelijk waren dit watermolens geplaatst op een centrale paal waarbij het rad vervangen was door wieken. De laatste exemplaren van deze zogenaamde "inverted mill" zijn waarschijnlijk rond 1930 verloren gegaan en hebben nagenoeg geen sporen achtergelaten.

### Geschiedenis in de Lage Landen
Mogelijk is de windmolen in de dertiende eeuw vanuit Engeland in de Lage Landen geïntroduceerd. De oudste vermelding van een windmolen in Nederland is afkomstig uit het voormalige dorp Willemskerke in Zeeuws-Vlaanderen en dateert uit 1221. In 1280 vindt de eerste vermelding plaats van de torenmolen met de draaibare kap. Er zijn nog vier torenmolens in Nederland. In de 15e eeuw verscheen in Nederland de wipmolen als poldermolen. De houten achtkant ontstond in Nederland aan het begin van de 16e eeuw. Ook de tjasker dateert uit deze eeuw. De houtzaagmolen kwam vanaf 1592 in ontwikkeling door de toepassing van de krukas. In 1593 ontving Cornelis Corneliszoon van Uitgeest octrooi op zijn vinding om op windkracht hout te zagen.
De komst van de stoommachine had tot gevolg dat veel windmolens in verval raakten. Ze werden niet meer gebruikt, niet meer onderhouden of gesloopt.
De oudste nog bestaande standerdmolen in Nederland is de Doesburgermolen.

## Soorten windmolens
Men kan de volgende typen onderscheiden:
- Middenkruiers:
  - Open, halfgesloten of gesloten standerdmolens (windmolen waarvan de kast kan draaien rond een spil (standerd));
  - Wipmolens (doorontwikkeling van de standerdmolen);
  - Spinnenkopmolens (doorontwikkeling van de standerdmolen);
  - Weidemolens (doorontwikkeling van de standerdmolen);
- Onderkruiers
  - Paltrokmolens (houtzaag-windmolen met houten romp van het type onderkruier);
  - Tjaskers;
- Bovenkruiers (molen waarvan enkel de kap door kruien (draaien) op de wind wordt gezet):
  - Torenmolens (windmolen van middeleeuwse oorsprong met cilindrisch opgemetselde romp);
  - Ronde of kantige stenen (of acht- of zeskante houten) grondzeilers;
  - Ronde of kantige stenen (of acht- of zeskante houten) berg- of beltmolens;
  - Stellingmolens (waaronder stenen ronde, kantige en acht- of zeskantige of zestienkantige houten exemplaren) (windmolen met rondom de romp een stelling voor kruien, vangen en bedienen van de zeilen).

## Functie
Molens in het algemeen kunnen ook worden onderscheiden naar de verrichting of het product. Enkele daarvan zijn:
- Beukmolen of hennepkloppermolen
- Blauwselmolen
- Eek-, schors- of runmolen
- Doppenmolen
- Kopermolen
- Korenmolen
- Krijtmolen
- Kruitmolen
- Kunstwolmolen
- Loodwitmolen
- Mosterdmolen
- Moutmolen
- Oliemolen
- Papiermolen
- Pelmolen
- Poeiermolen
- Poldermolen
- Schelpzandmolen
- Slijpmolen
- Snuifmolen
- Specerijenmolen
- Trasmolen
- Verfmolen
- Volmolen
- Warmtemolen
- Zaagmolen
- Zeemtouwersmolen

In de Gouden Eeuw was de Zaanstreek een gigantisch industrieel molengebied. Honderden windmolens zaagden het hout uit Scandinavië voor de scheepsbouw, en voor de papierindustrie die sinds 1650 opbloeide - tot 1795 bleven de papiermolens draaien. De molens maalden de polders droog, ze maalden schoon water voor productiedoeleinden van grote diepte omhoog, ze maalden het graan uit de Oostzeelanden. Ze maalden zonnebloempitten en ze sloegen het lijnzaad tot olie voor de toen al gigantische verfindustrie (olieverf).

## Veelwiekige "Amerikaanse" windmolen
Op een aantal plaatsen in Nederland staan nog veelwiekige molens die ook wel aangeduid worden met de term Amerikaanse windmolen of windmotor. Dit type is midden 19e eeuw in de VS ontwikkeld om water op te pompen uit de bodem, en tegen het einde van die eeuw in Nederland geïntroduceerd voor polderbemaling. Een windvaan zorgt ervoor dat de molen altijd op de wind gericht is. De molen werkt reeds bij een lage windsnelheid, maar bleek minder goed bestand tegen storm.

## Draairichting
De traditionele windmolens in Nederland draaien tegenwoordig met de wieken tegen de wijzers van de klok in als men met de rug in de wind staat. Proefondervindelijk heeft men vroeger ontdekt dat op deze manier de molens het beste draaien. Een verklaring hiervoor is dat bij een ruimende wind de molen dan langer goed blijft doordraaien. Oorzaken van een vaak ruimende wind zijn dat de depressies op het noordelijk halfrond meestal van west naar oost trekken. Na passering van het warmtefront ruimt de wind dan. Daarnaast valt de wind op het noordelijk halfrond bij windvlagen meestal ruimend in. Weliswaar krimpt de wind bij nadering van een warmtefront, maar meestal gaat dit gepaard met weinig wind.
Andere, minder geloofwaardige verklaringen worden ook gegeven, zoals dat de meeste molenaars rechtshandig zijn. Door deze draairichting kunnen ze bij het opzeilen de lussen van het zeil met de rechterhand om de kikkers op de roe leggen. Een andere verklaring gaat ervan uit dat de molens zijn ontstaan uit de handmolens die door rechtshandige mensen bediend werden. Hierbij draaide de bovenste steen tegen de wijzers van de klok in en bij de eerste windmolen met 1 koppel maalstenen, de standerdmolen, draait deze ook tegen de wijzers van de klok in als de wieken dat ook doen. De handmolens werden echter opgevolgd door wateraangedreven molens met zowel links als rechtsdraaiende molenstenen. Een andere verklaring is dat de Europese bomen die voor de assen worden gebruikt, als het ware spiraalsgewijs groeien waardoor er een natuurlijke draaiing in het hout zit. Vanwege de krachten die op de as worden uitgeoefend, is het beter om de wieken tegen de klok in te laten draaien, zodat er minder kans is dat het hout gaat scheuren.

## Stand van de wieken
Op dit moment zijn de volgende standen nog actueel:
- De onderste wiek voor de romp staat voor komen en vreugde, dit kan dus zowel geboorte als huwelijk zijn. Bij geboorte blijft de molen ongeveer een week in deze stand staan, bij huwelijk alleen de dag van de huwelijksvoltrekking. Als de molen in deze stand staat, wordt hij soms ook nog versierd met vlaggetjes of bijvoorbeeld een Zaanse tooi.
- De onderste wiek voorbij de romp staat voor over / voorbij, dit is dus vaak overlijden. De molen blijft vanaf het moment van overlijden tot aan de begrafenis in deze stand staan.
- De kruisstand (diagonaal) is de ruststand. Dit komt voor als de molen voor een langere periode niet gebruikt wordt (bijvoorbeeld bij de wind-watermolen, op het moment dat er voor een langere periode geen regen verwacht wordt en de molen niet hoeft te malen). Toen de wieken nog niet van staal waren, werd dit gebruikt om doorhangen te voorkomen.

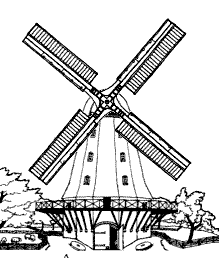
Lange rust
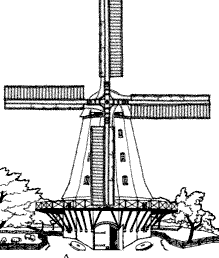
Korte rust
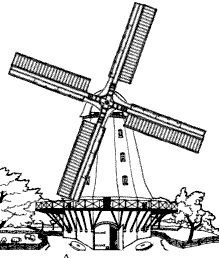
Vreugdestand
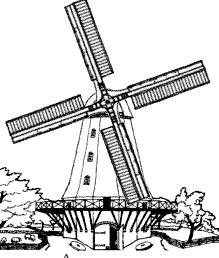
Rouwstand

In de Nederlandse provincies Noord-Brabant, Limburg, delen van Gelderland en de aangrenzende streken van België en Duitsland gelden andere wiekstanden.

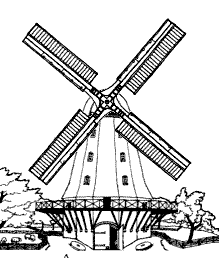
Vreugdestand
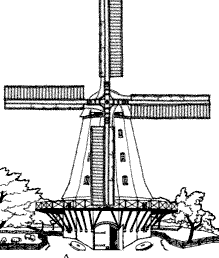
De onderste wiek voor de romp staat voor rust voor korte duur. Een korenmolen draait immers het gehele jaar door, dit in tegenstelling tot een poldermolen.
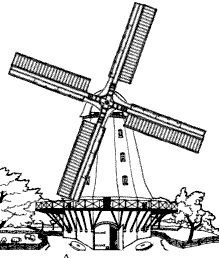
Rouwstand
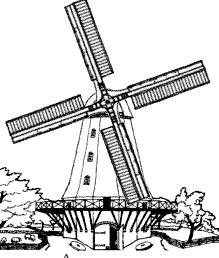
Bilstand

- De onderste wiek voorbij de romp staat voor bilstand. Deze stand werd gebruikt als de molenstenen gescherpt/gebild werden.
- De kruisstand (diagonaal, overheks genoemd) is de vreugdestand. Vaak is dit een huwelijk. Het gevlucht ('de wieken') is midden in zijn omwenteling. Omdat korenmolens geen rust voor lange duur kennen, is het wegzetten van het gevlucht (wieken), om doorhangen te voorkomen, niet nodig.
- De onderste wiek voor de romp staat voor rouw. Dit is het einde van een omwenteling.

- Vreugdestand
- Korte rust
- Rouwstand
- Bilstand

### Opmerkingen
- Tijdens de Tweede Wereldoorlog werden molens als geheime semafoor gebruikt. Door de wieken in een bepaalde stand te zetten, waarschuwde men de omgeving voor een Duitse inval.
- In de Zaanstreek kunnen ook draaiende molens rouw tonen. Dit wordt gedaan door een of meer windborden uit te nemen. Wanneer de molen stilstaat, wordt deze in rouwstand gezet en wordt hij tot aan de begrafenis gekruid met het wiekenkruis in de richting waarin vanuit de molen gezien de overledene zich bevindt. Aan het aantal uitgenomen borden kan je zien hoever de overledene van de molenaar afstaat (vroeger de eigenaar).
- In het buitenland kent men ook verschillende wiekstanden die vaak anders zijn dan in Nederland. Een voorbeeld is Portugal, waar het binnenste wiekenkruis (waaraan de zeilen worden vastgeknoopt tijdens het draaien) rechtop wordt geplaatst, recht voor de deur, als teken van rouw.

## Begrippen
- Binnenkruier - molen, zoals de torenmolen, die van binnenuit op de wind wordt gekruid (gedraaid).
- Bovenkruier - een windmolen waarbij alleen de kap met het wiekenkruis in het horizontale vlak kunnen draaien.
- Buitenkruier - bovenkruier, die aan de buitenzijde met een houten staart op de wind wordt gekruid (gedraaid).
- Bovenwiel - wiel dat om de bovenas van de molen zit en waaromheen de vang (de rem, zie vang) zit.
- Kollergang - in een oliemolen: twee ronddraaiende, verticaal lopende kantstenen die over een cirkelvormige, horizontale steen draaien om zaad te pletten.
- Koningsspil - verticale hoofdas
- Kruien - wiekenkruis dusdanig draaien dat deze recht op de wind komt te staan.
- Kruipad. - cirkelvormig houten ringbalk waarop een boktjasker op de wind wordt gekruid.
- Kruiwerk - inwendig mechanisme waar de kap van de molen mee op de wind draait.
- Luiwerk - Inrichting voor het ophijsen van zakken graan.
- Maalkoppel - maalinrichting direct op de zolder liggend, waarin de maalstenen.
- Maalstoel - maalinrichting op een verhoging zitend, waarin de maalstenen.
- Stelling, omloop, zwichtstelling, galerij, gaanderij of balie - cirkelvormig bordes rond een stellingmolen, waarop de molenaar de molen bedient.
- Onderkruier - molen, zoals de standerdmolen, wipmolen, spinnenkopmolen en paltrokmolen, waarvan de hele romp door kruien op de wind kan worden gezet. Standerdmolen, wipmolen en spinnenkopmolen worden ook wel middenkruiers genoemd.
- Vang - remconstructie van hout of metaal in een windmolen die om het bovenwiel grijpt om het wiekenkruis stil te zetten; vergelijkbaar met een trommelrem.
- Wiekenkruis of gevlucht - askop met (meestal) vier haaks op elkaar staande roeden welke de basis van de wieken vormen.
- Zelfzwichting - constructie van horizontale of verticale, draaibare houten kleppen in de wieken van een molen, die de zeilen vervangen en zich op basis van winddruk en/of middelpuntsuitvliegende kracht aanpassen aan de windsnelheid.
- Zwichten - het aanpassen van de zeilvoering op de wieken in verband met de windsterkte. Bij sterkere wind: zeil minderen, bij zwakkere wind: meer zeil aanbrengen. Een wiek wordt meestal in 6 stappen gezwicht van een vol zeil naar geen zeil. Er zijn echter afhankelijk van het aantal kikkers veel meer tussenstapjes mogelijk.

## Windmolens naar land

### Windmolens in België

#### Verenigingen
In Vlaanderen zijn er een aantal molenverenigingen actief: ze zijn alle begaan met het behoud van het ambachtelijk molenbestand. Daarbij beschikken ze ook over heel wat documentatie en beeldmateriaal.

Windmolens in België
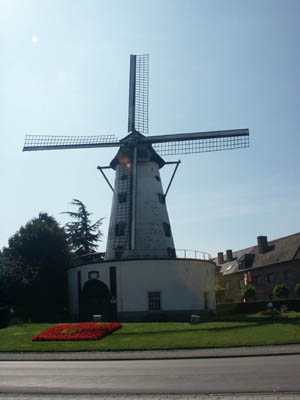
De Stenen molen, Zwevegem
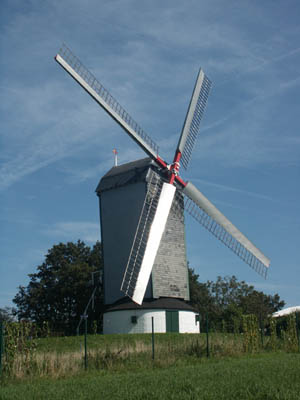
Mortiers molen, Zwevegem
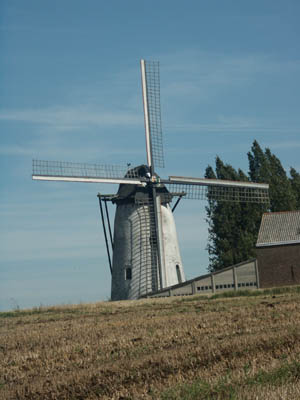
Ter Claere, Zwevegem
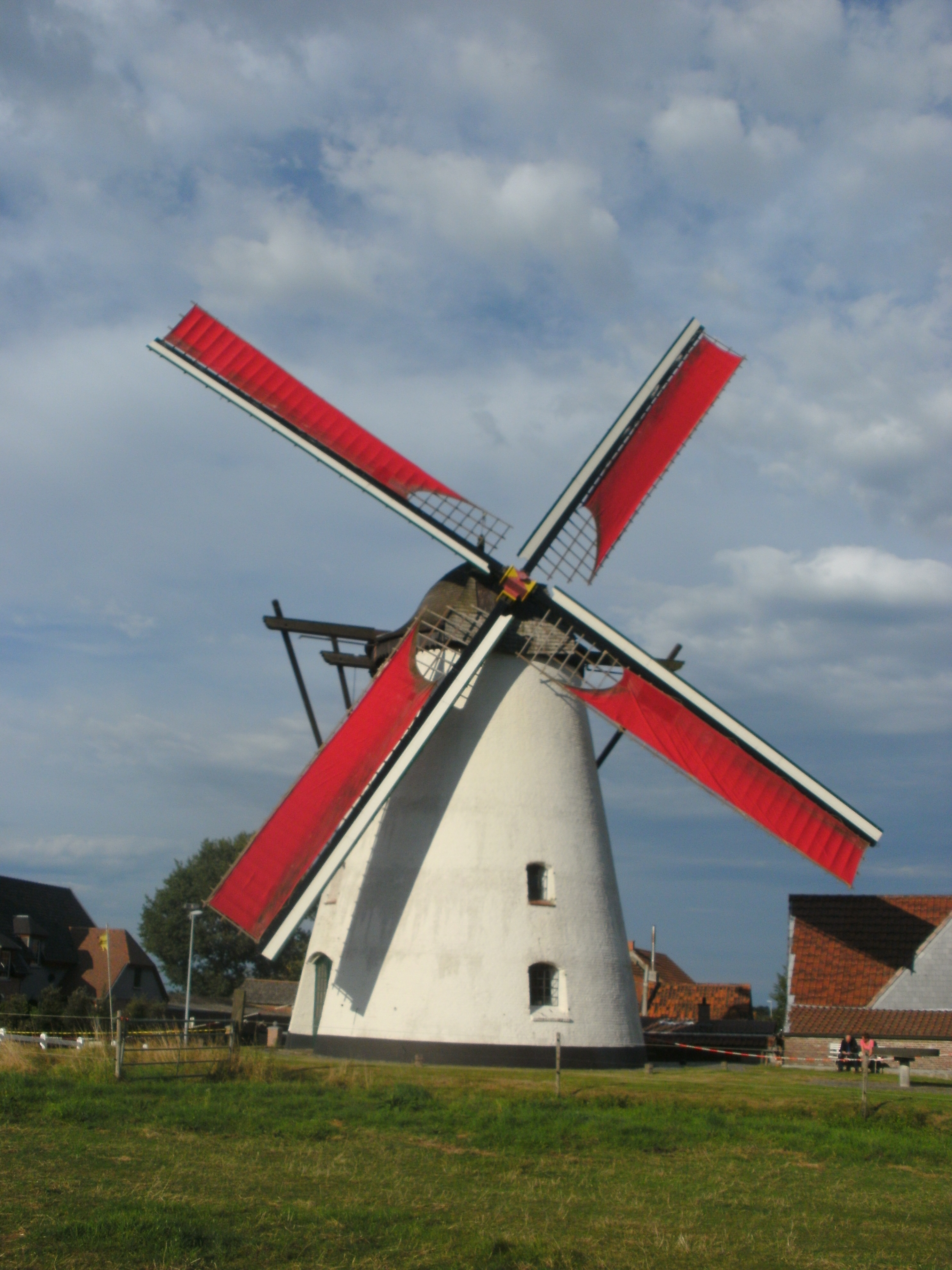
Molen ter Rijst, Herzele

### Windmolens in Portugal
Portugal telt een groot aantal windmolens, die zich over bijna heel het land verspreid bevinden. Tegenwoordig zijn ze niet meer in gebruik, de meeste zijn in vervallen staat. Ze zijn doorgaans gebouwd op een hoge plek zoals een heuveltop, om wind te vangen. Portugese molens zijn relatief klein en hebben acht wieken: aan vier ervan zijn driekante zeilen bevestigd die ten dele of geheel uitgerold kunnen worden. Deze worden om te draaien vastgeknoopt aan de andere vier wieken. De molens werden voornamelijk gebruikt voor het malen van graan. De invoering van de windmolen vond in Portugal later plaats dan elders in Europa; de eerste optekening van hun bestaan dateert uit de 15e eeuw. Ze raakten weer op de achtergrond toen het na de industriële revolutie mogelijk werd het malen aan machines over te laten. In sommige plaatsen zijn initiatieven van de grond gekomen om de molens te onderhouden en indien nodig te restaureren.

Windmolens in Portugal
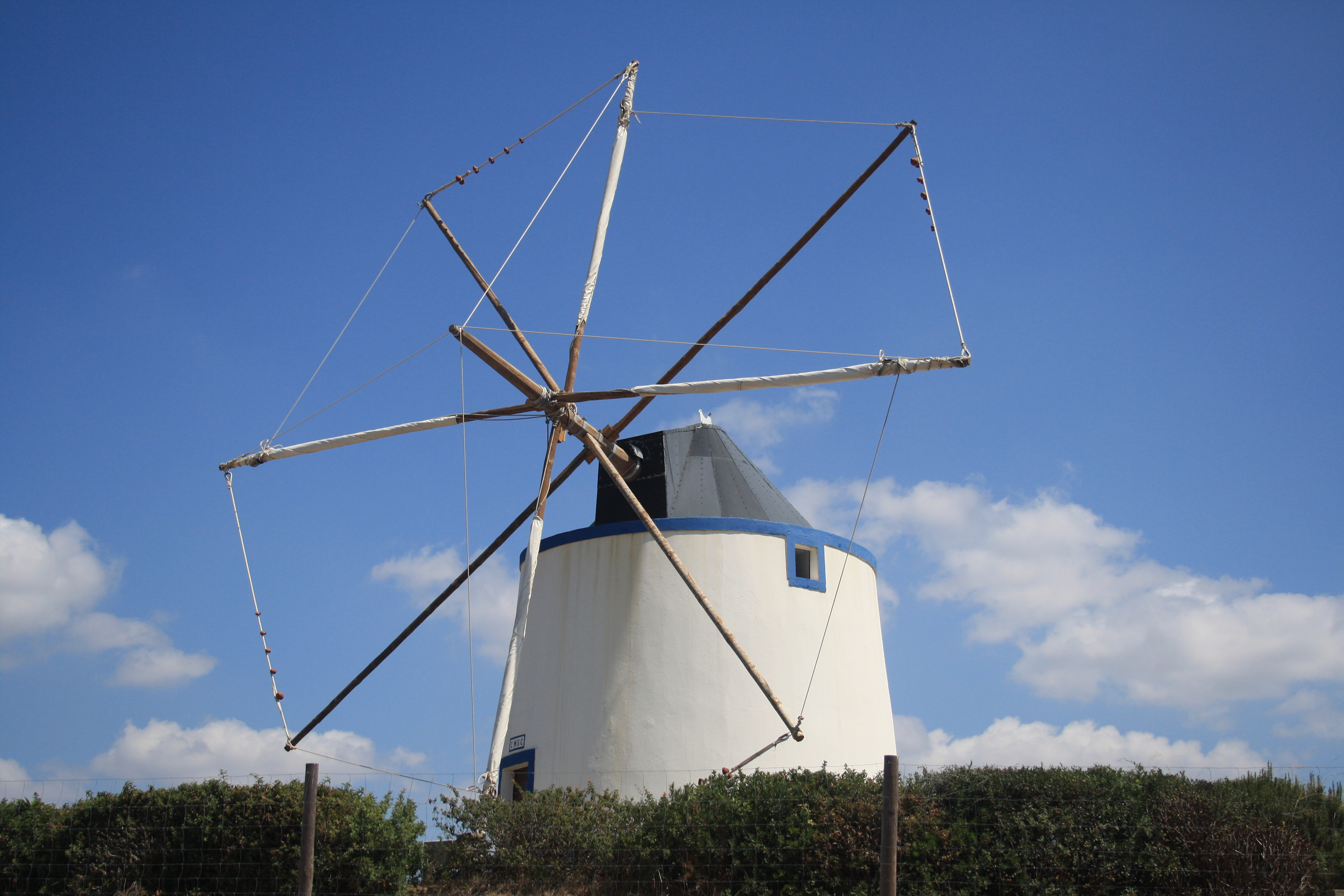
Gerestaureerde molen bij Santiago do Cacem
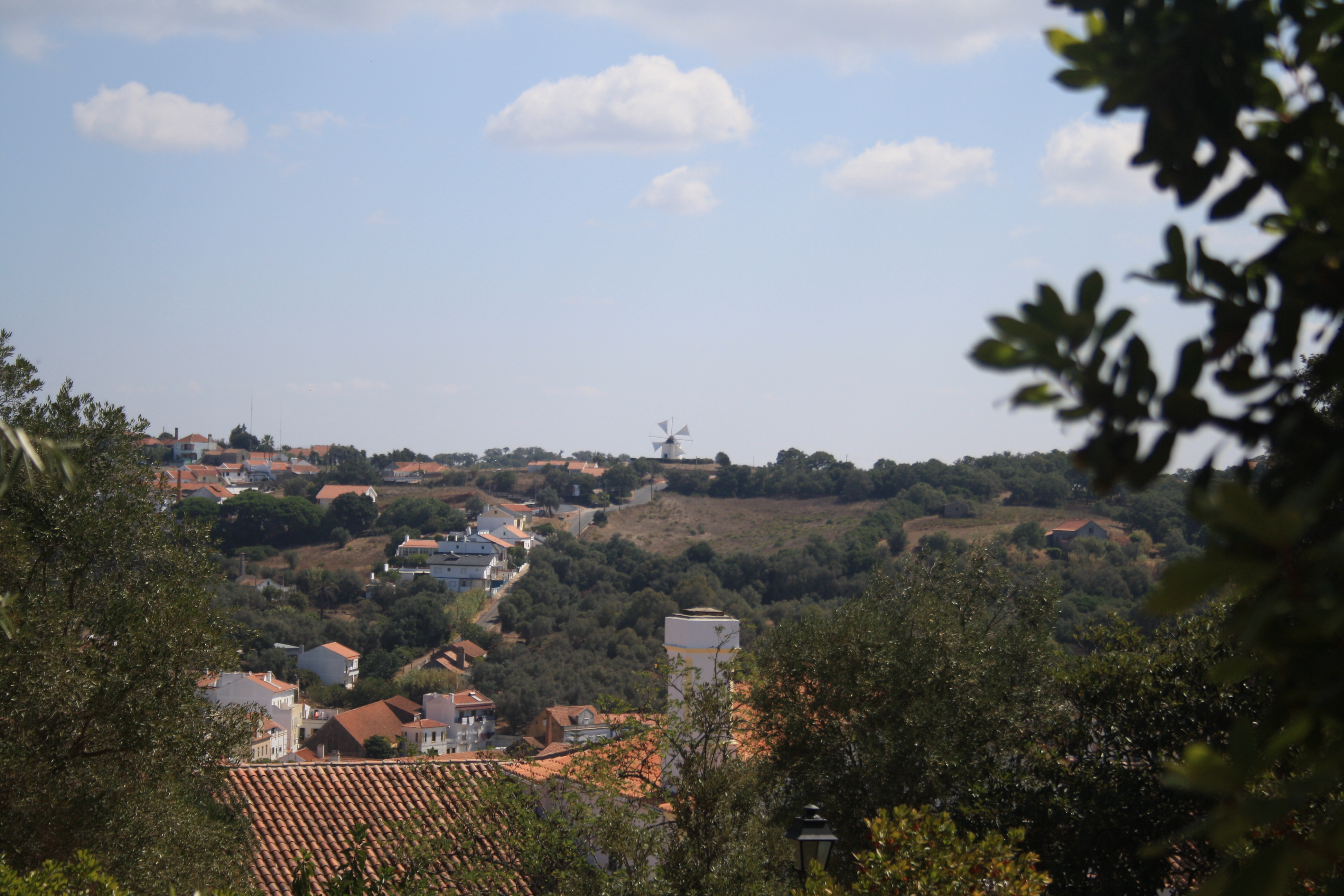
Bij Santiago do Cacem, met zeilen
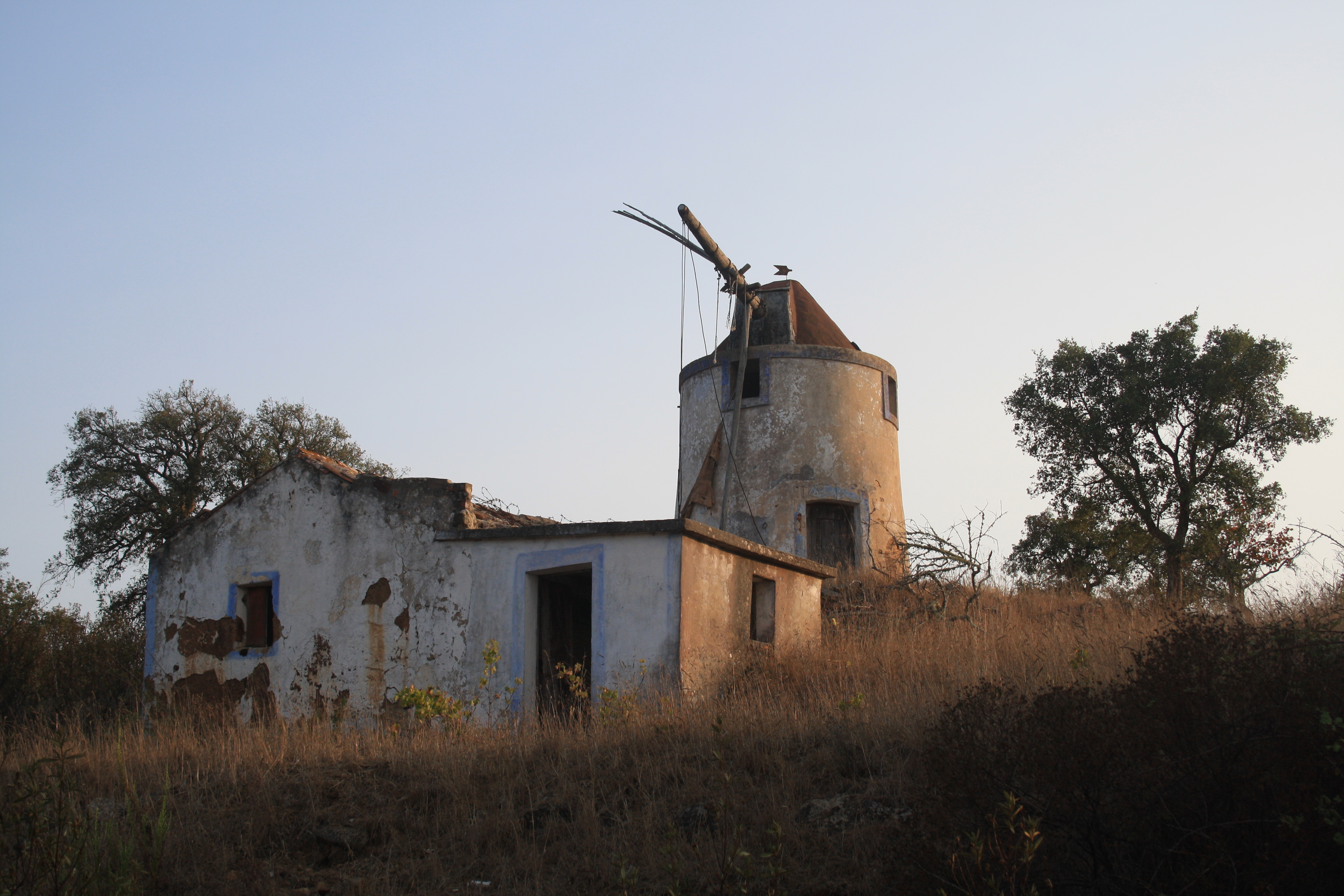
Vervallen molen nabij Melides
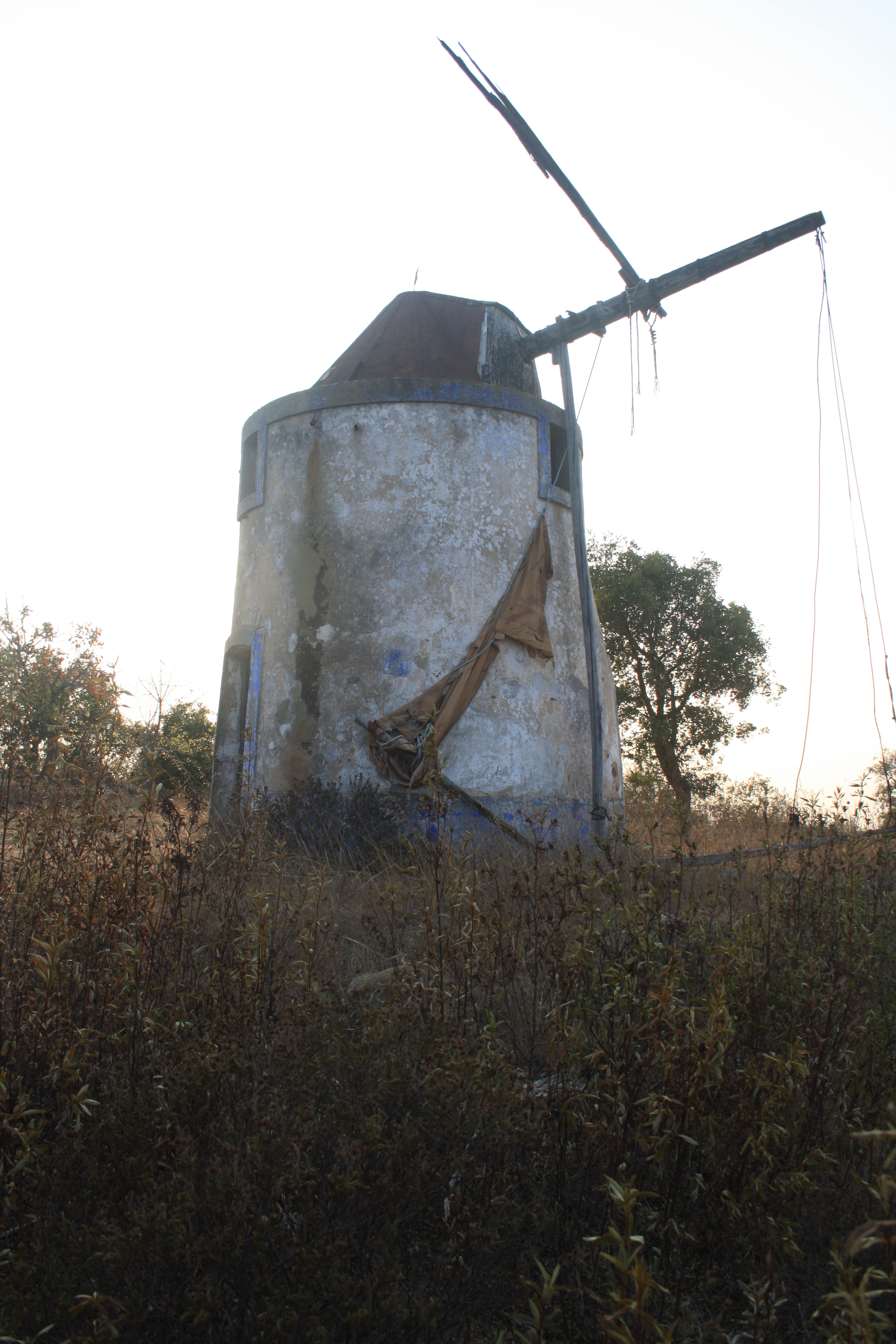
Het zeildoek is nog aanwezig
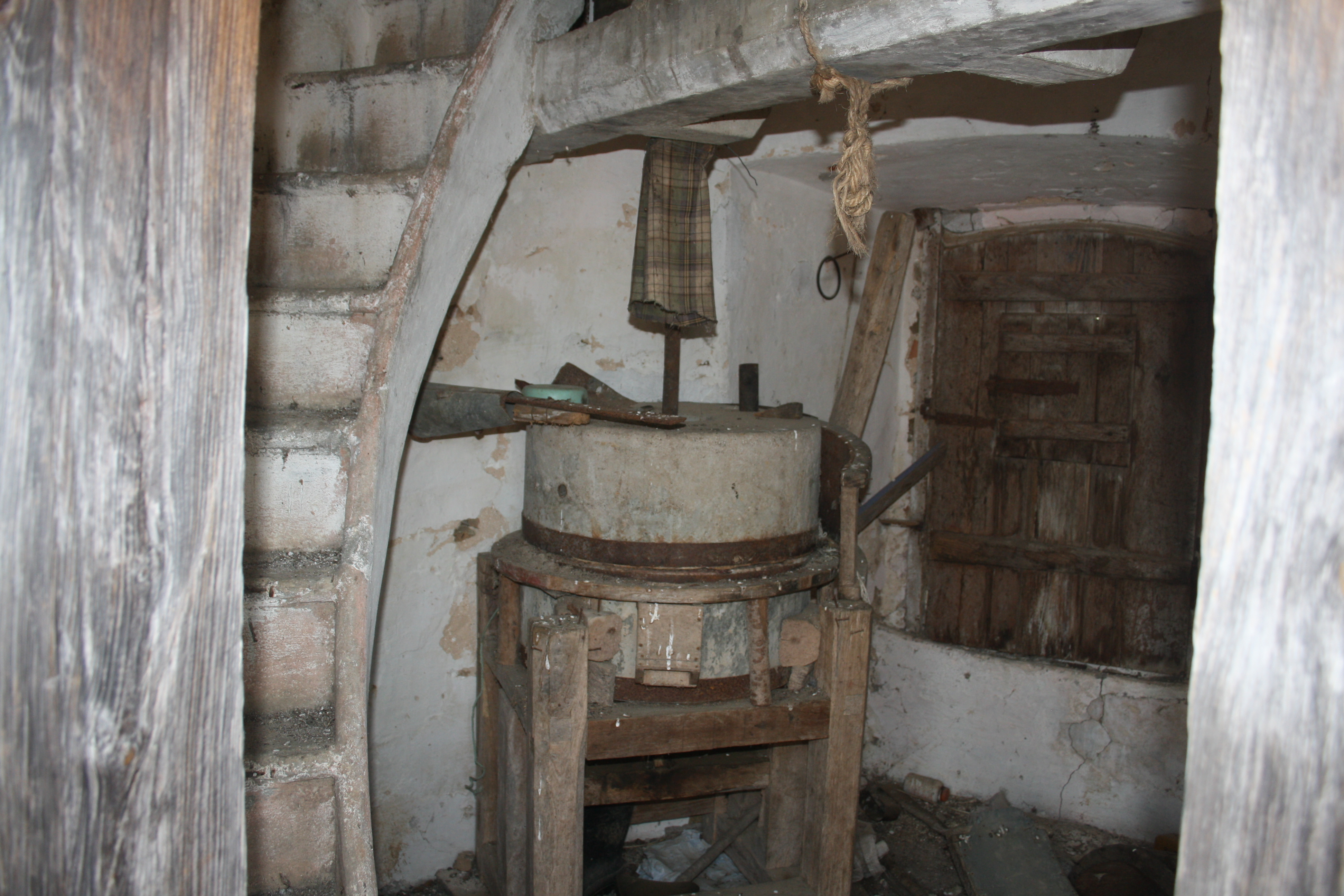
Interieur, verticale as met maalstenen
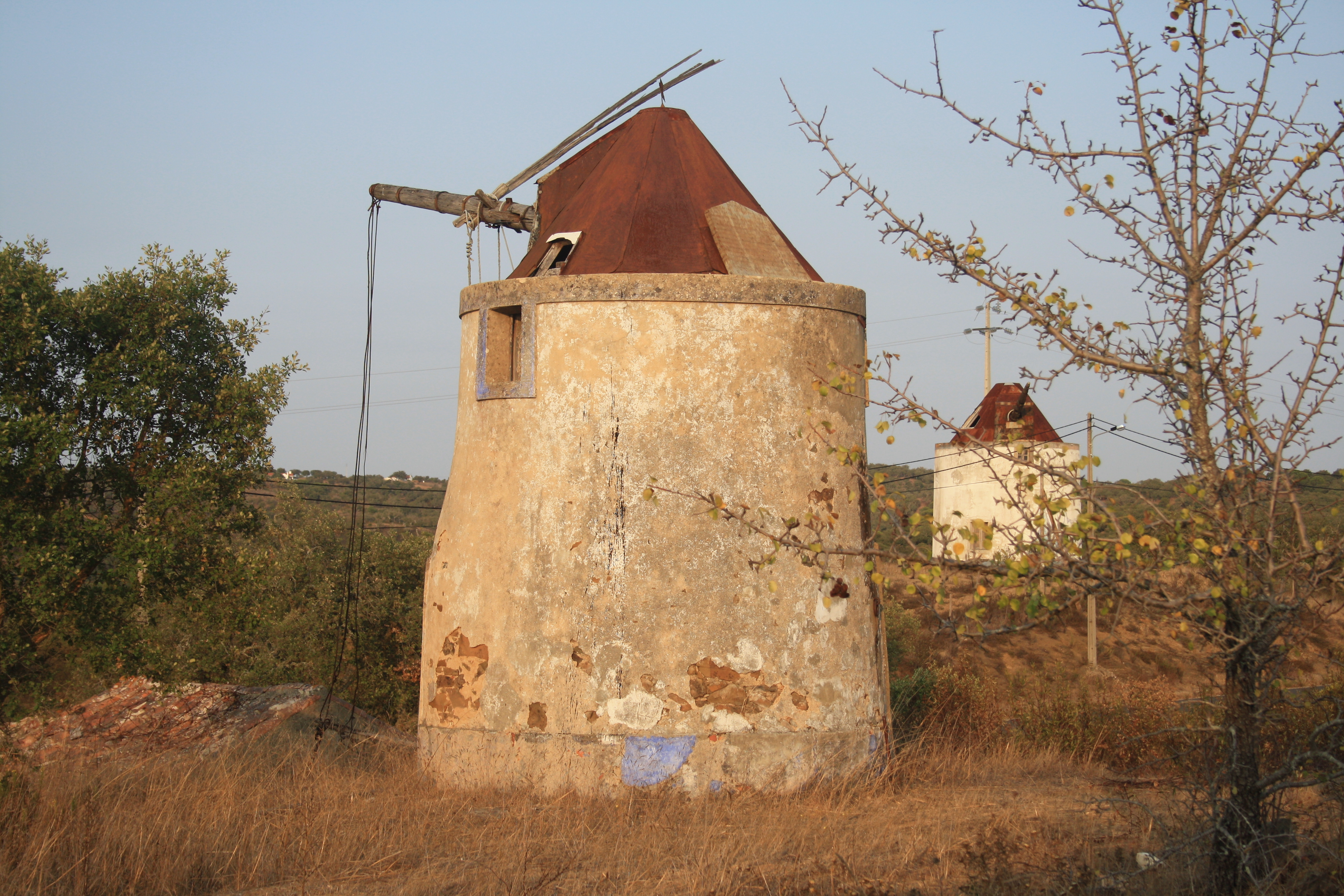
Melides, met een tweede molen op achtergrond
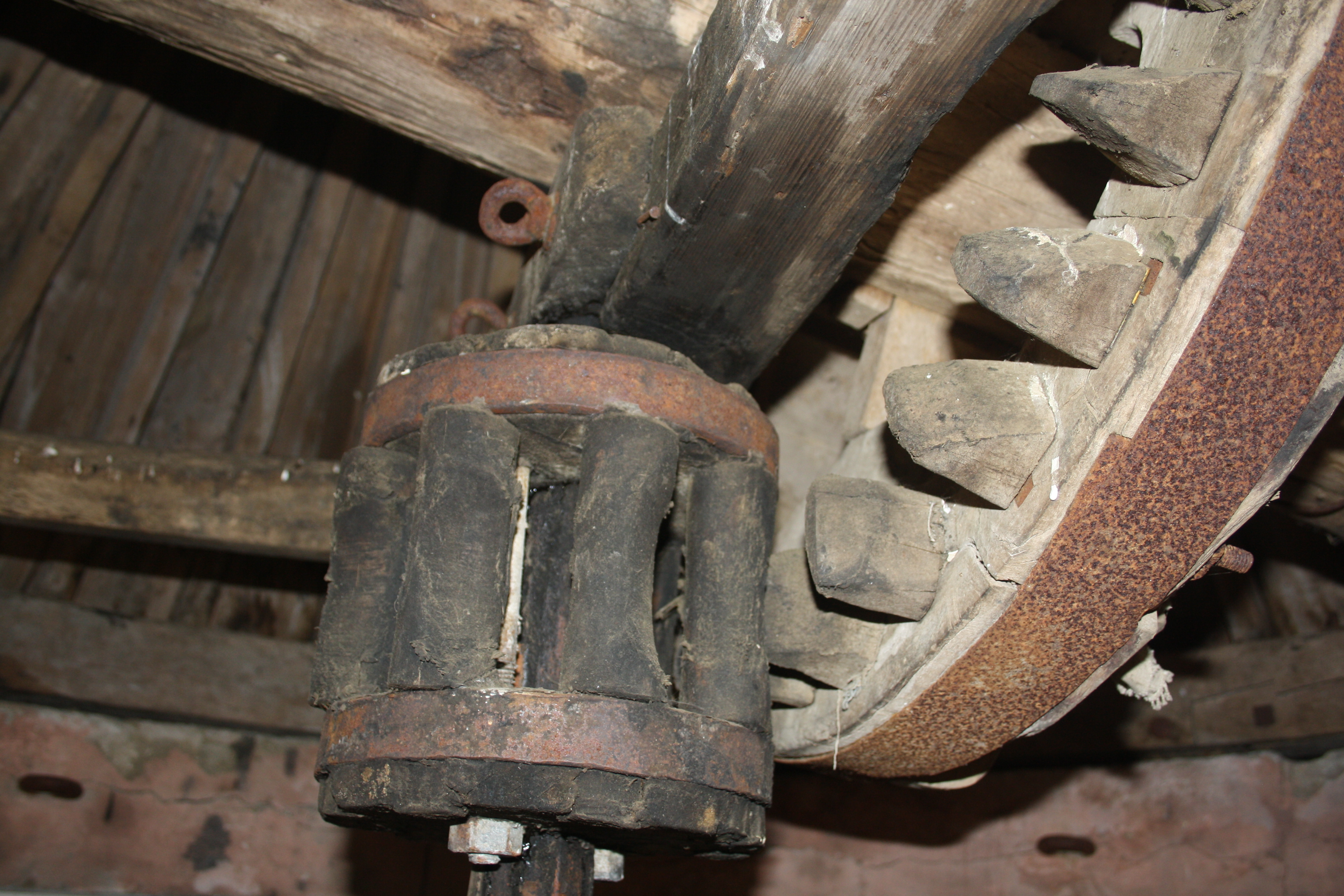
Raderwerk, overbrenging van horizontale naar verticale as
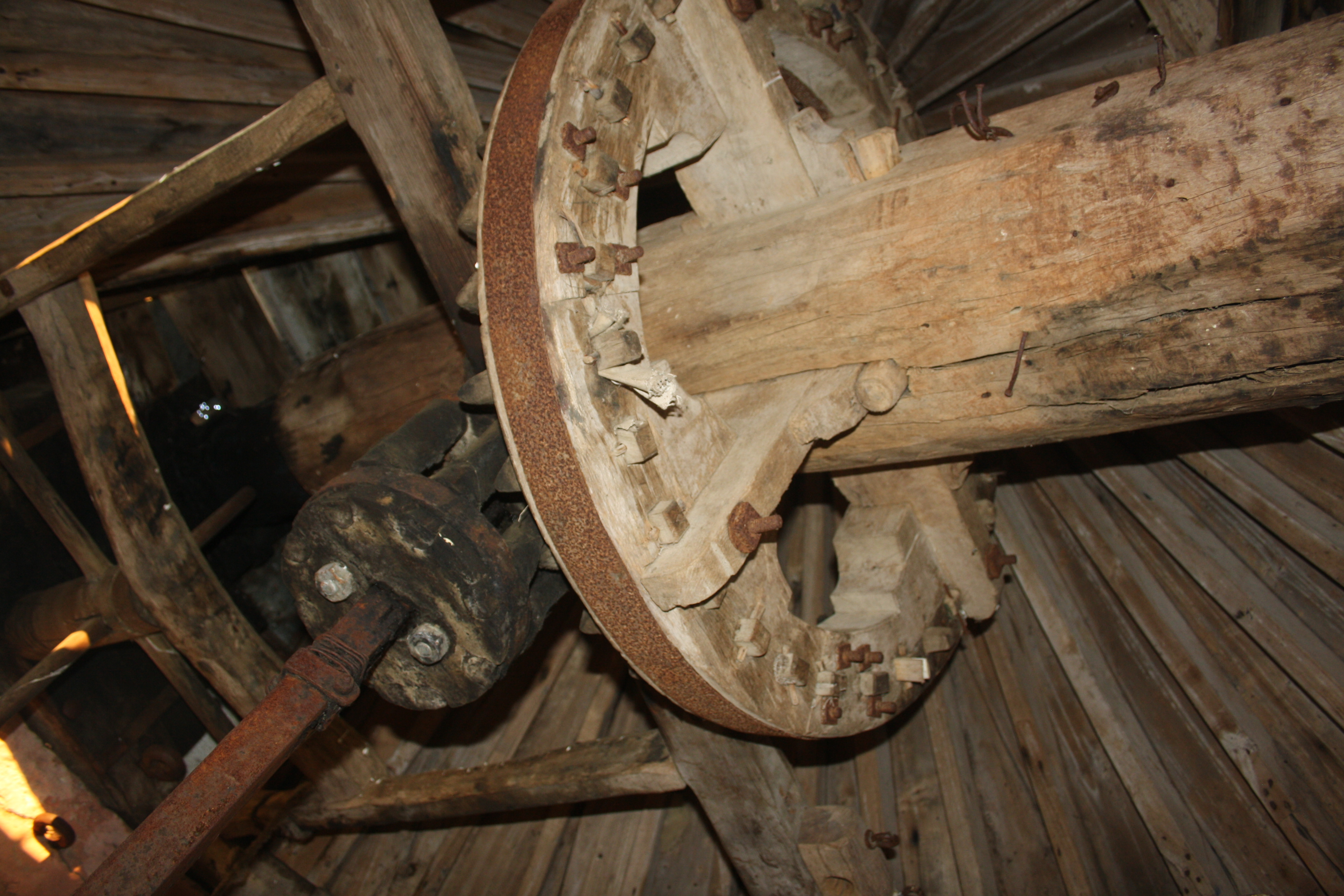
Raderwerk van onderaf gezien
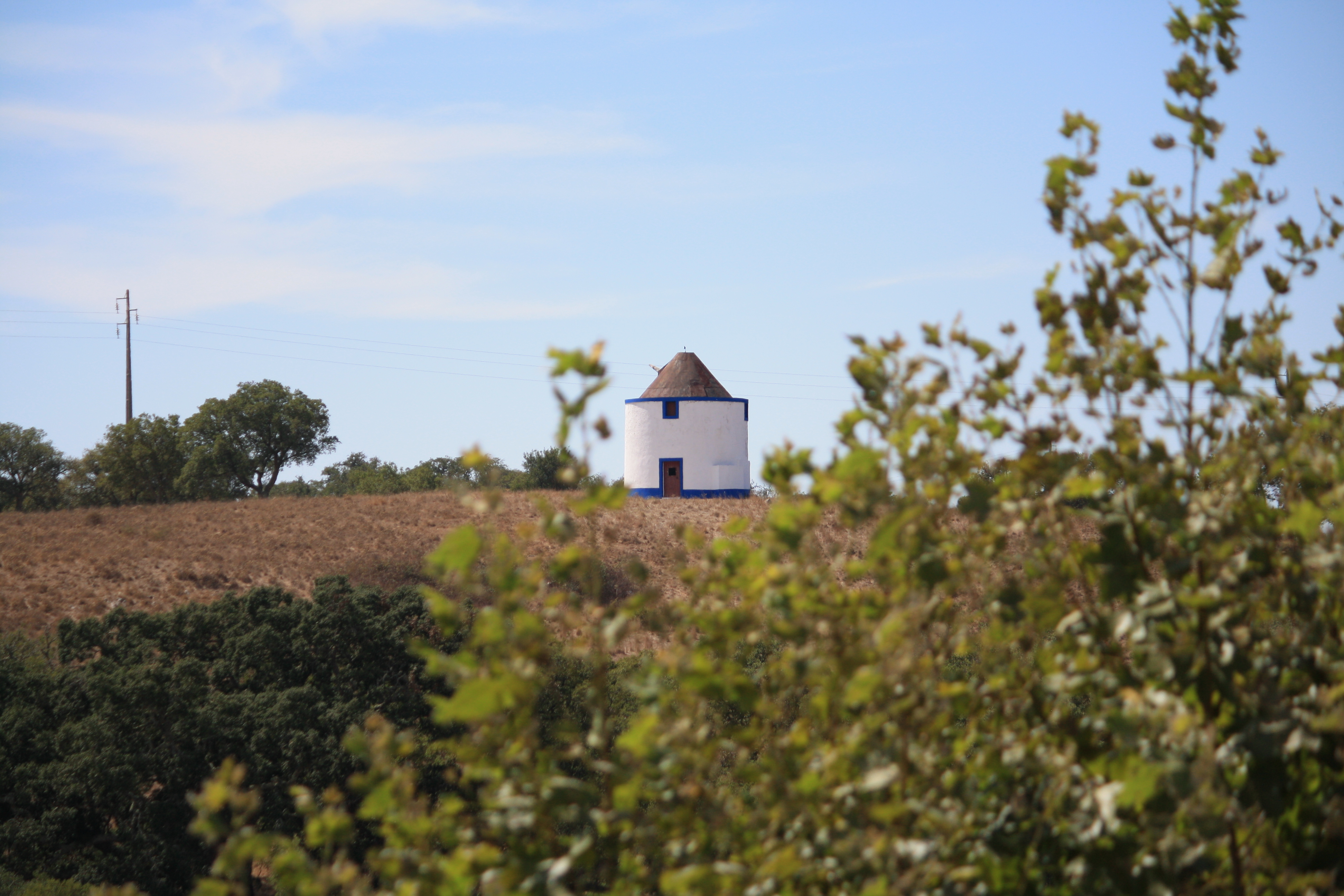
Molen bij Grandola

### Windmolens in Spanje

Windmolens in Spanje
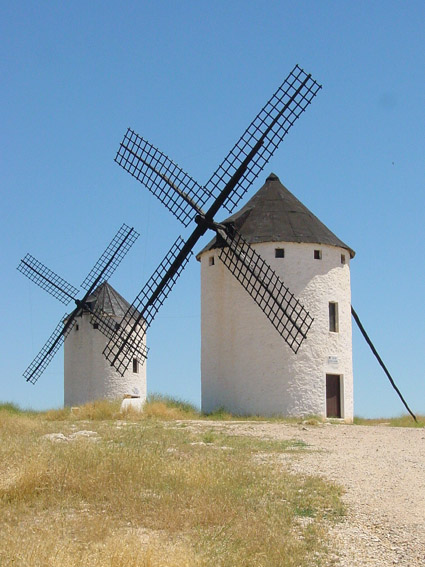
Windmolens in Spanje. Molens van dit soort werden door Don Quichot voor reuzen aangezien.

### Windmolens in de Verenigde Staten
Verspreid over de VS zijn er een aantal klassieke windmolens te vinden.  

Windmolens in de Verenigde Staten
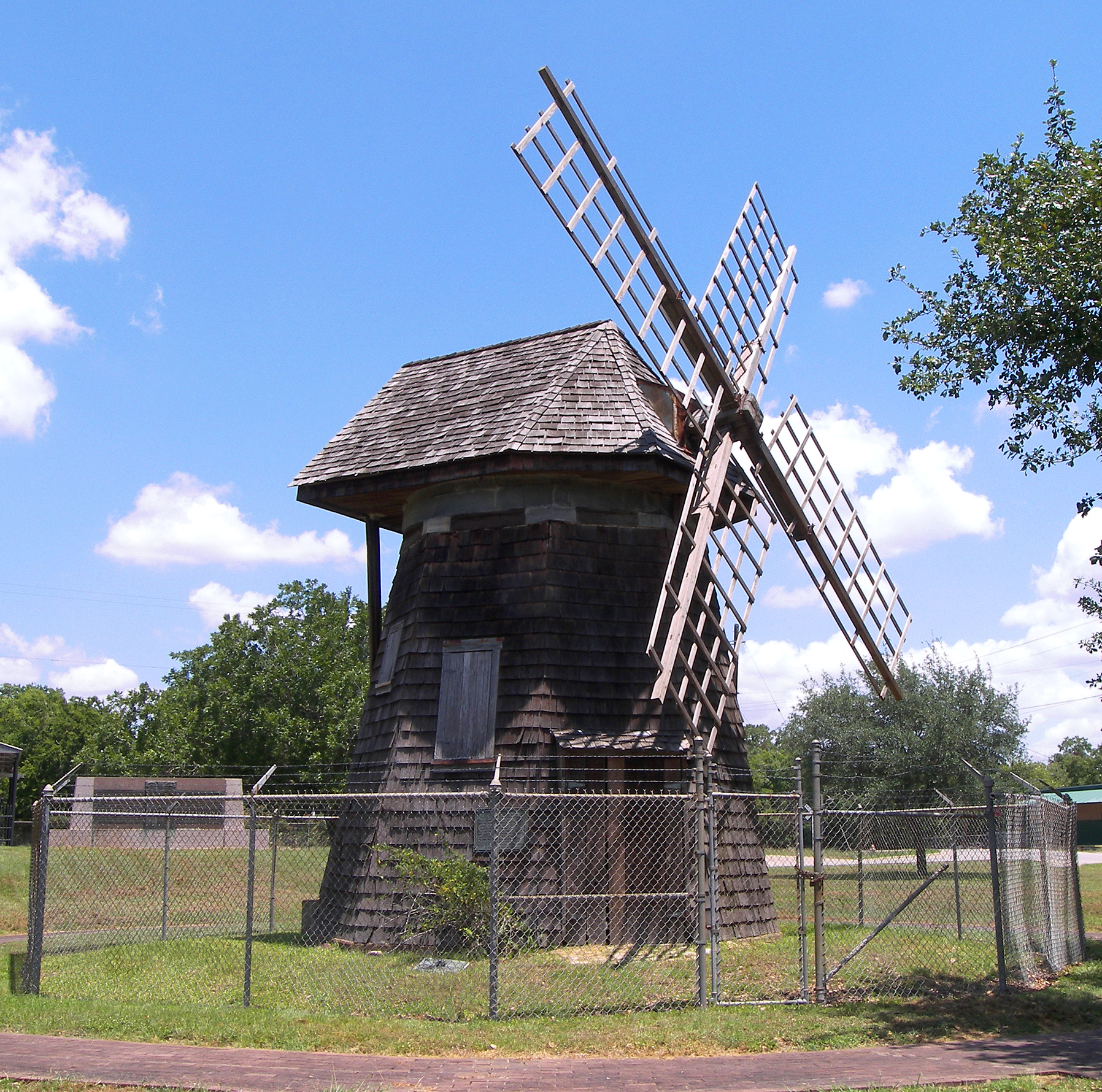
Victoria Grist Windmill in Victoria (Texas)
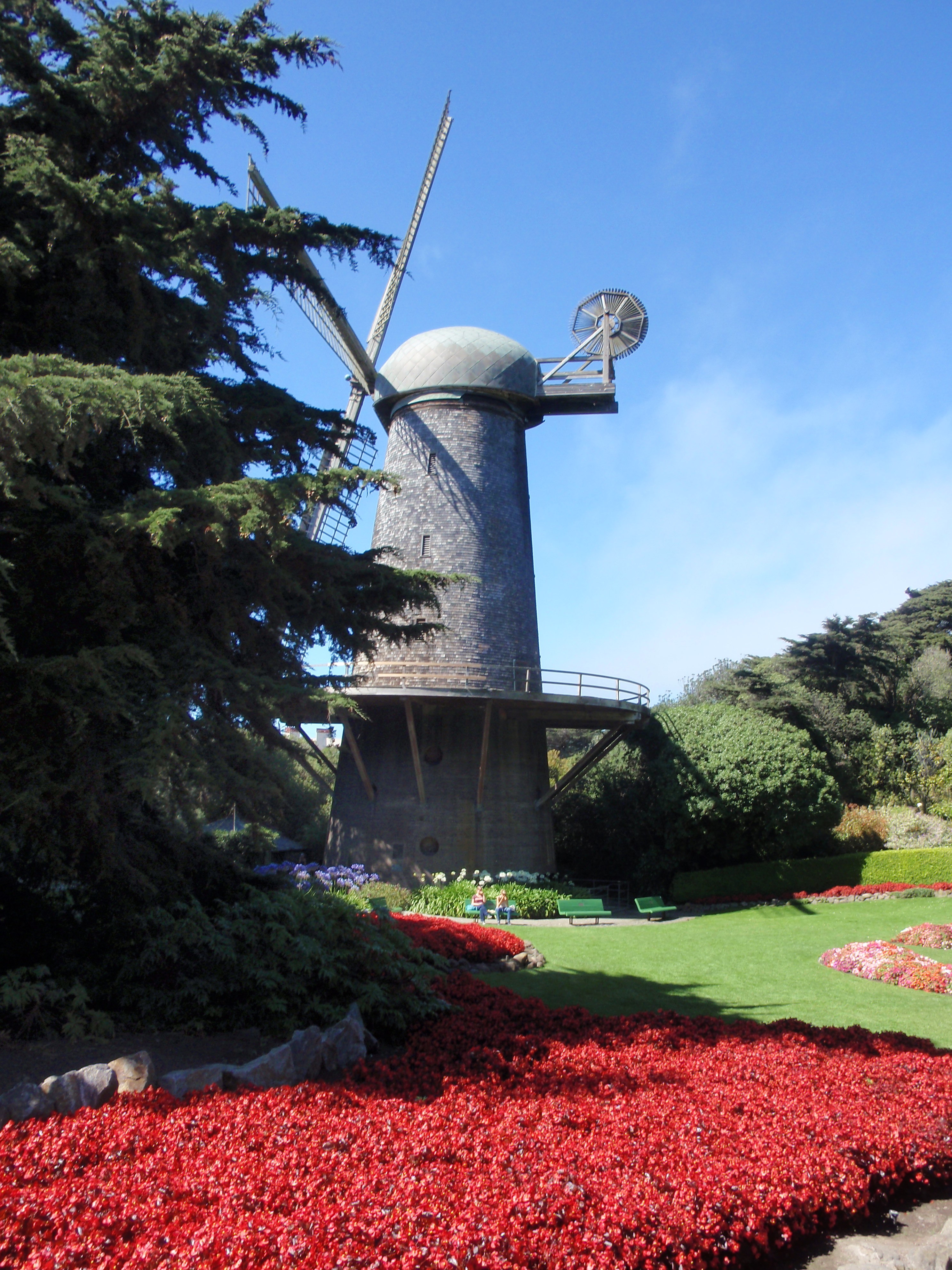
The Dutch Windmill in Golden Gate Park in San Francisco
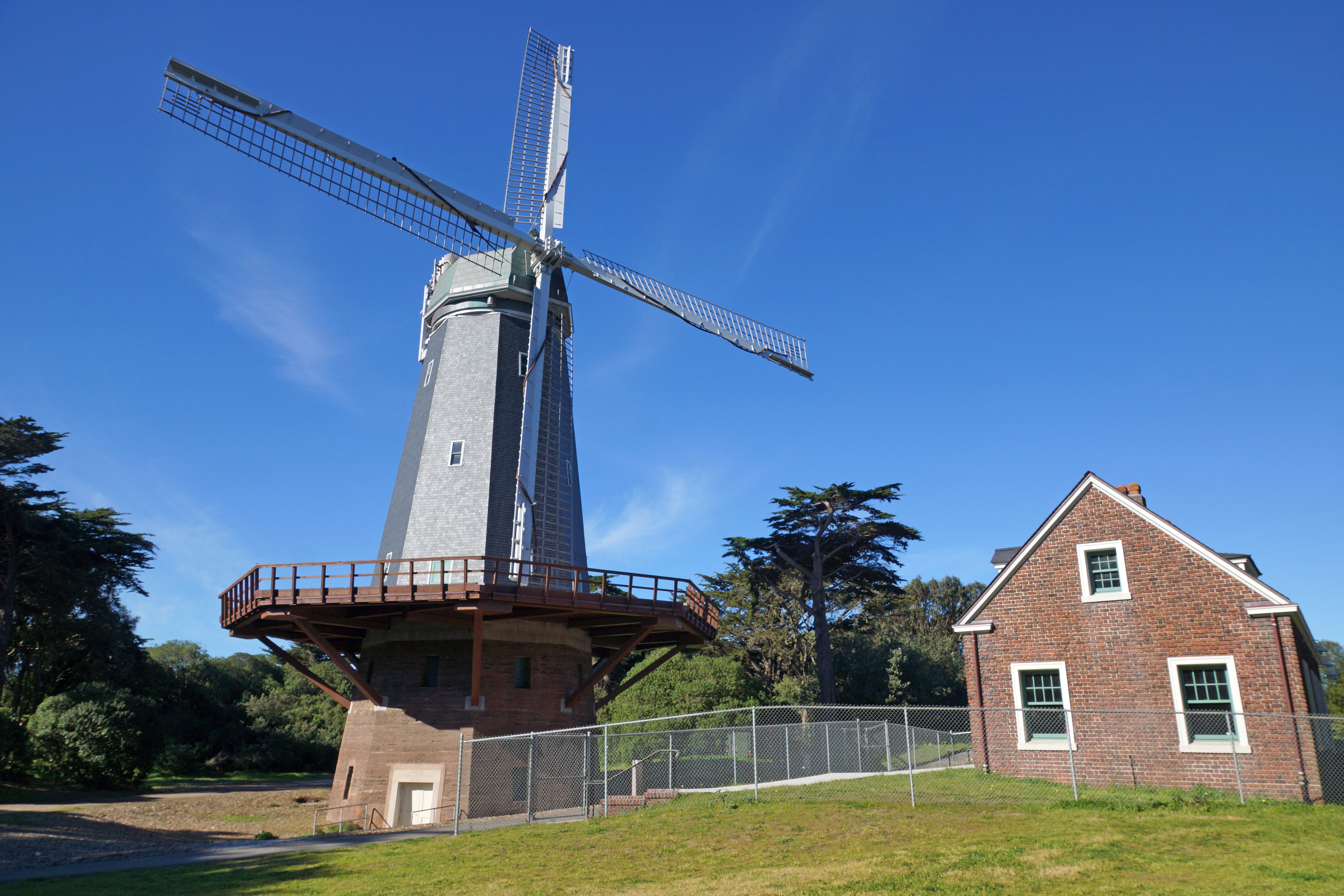
Murphy windmill in Golden Gate Park gebouwd in 1908
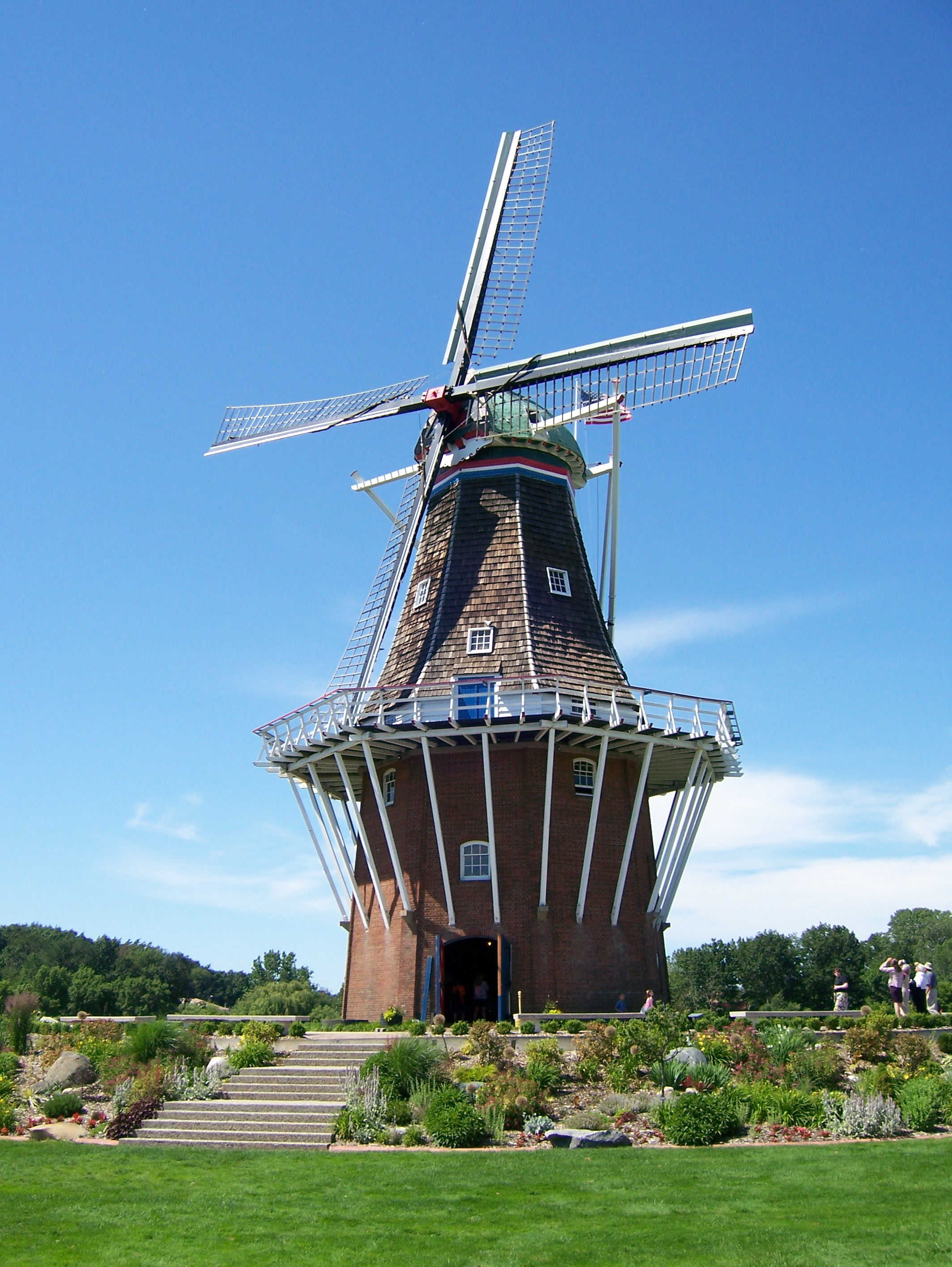
Molen De Zwaan in Holland (Michigan)  in 1964 in Vinkel afgebroken en herbouwd in de VS.
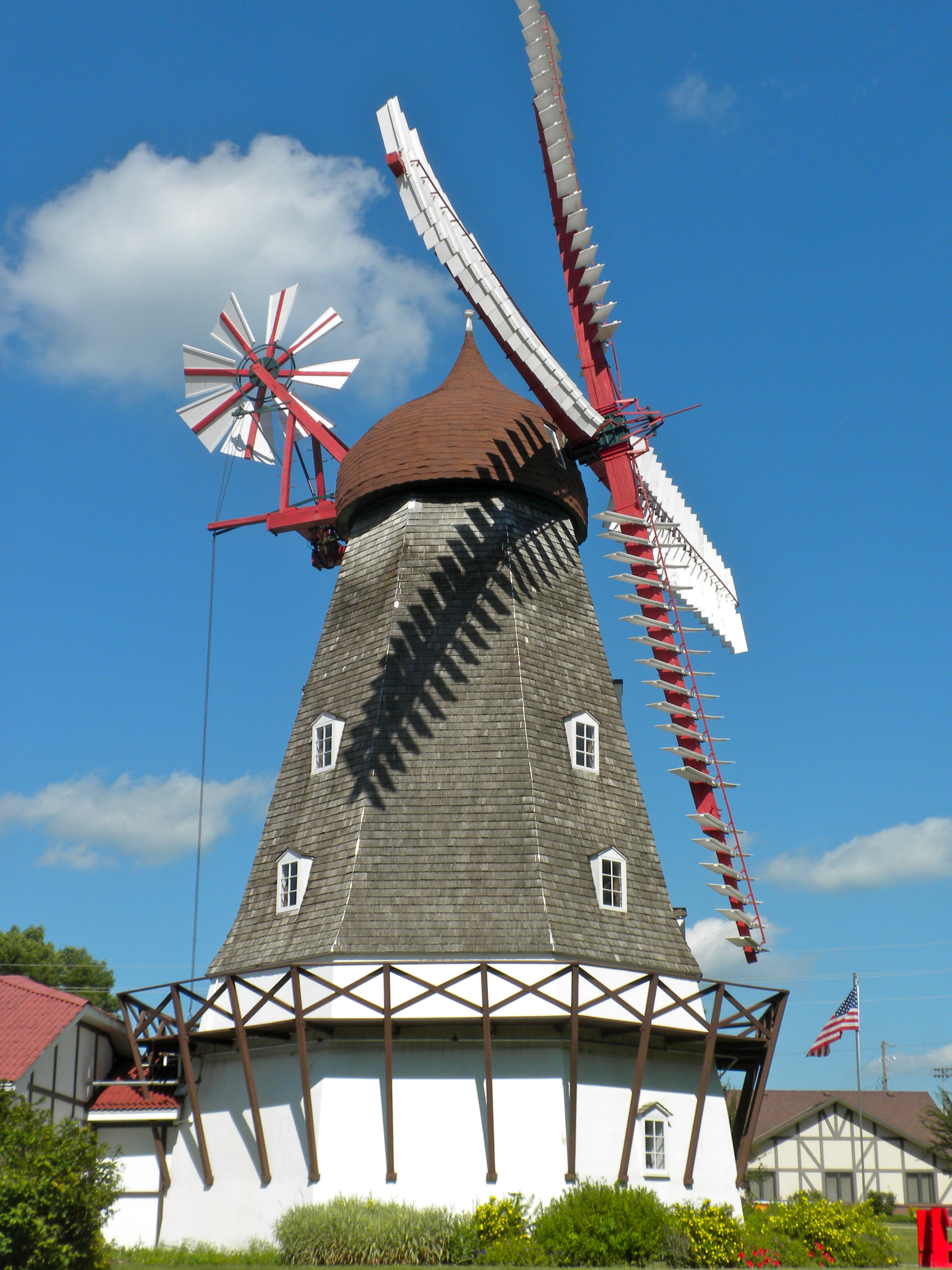
Danish Mill in Elk Horn (Iowa). De molen werd in 1976 in Nørre-Snede Denemarken afgebroken en herbouwd in 1976
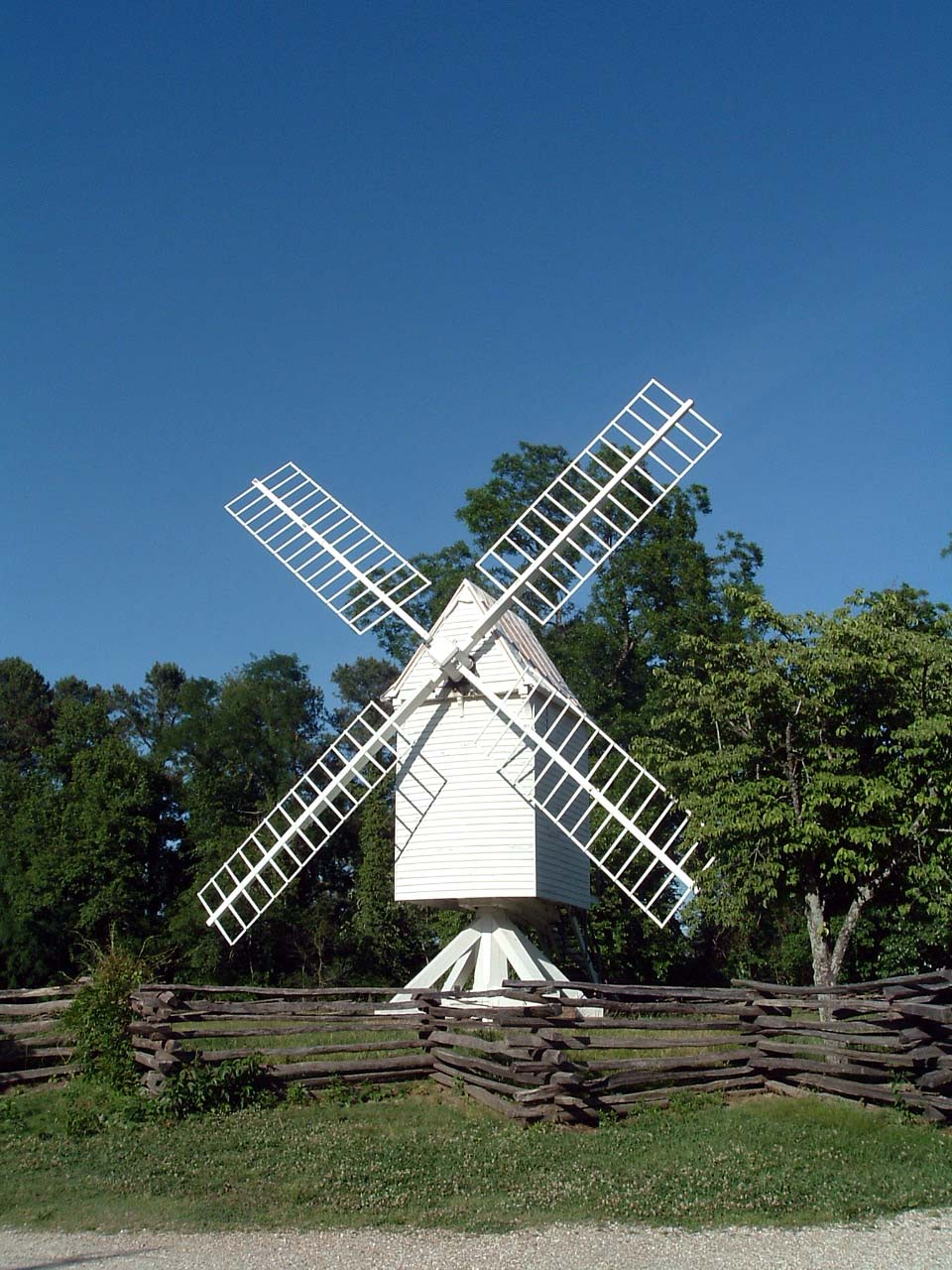
Colonial Parkway - White Windmill in Williamsburg. Virginia
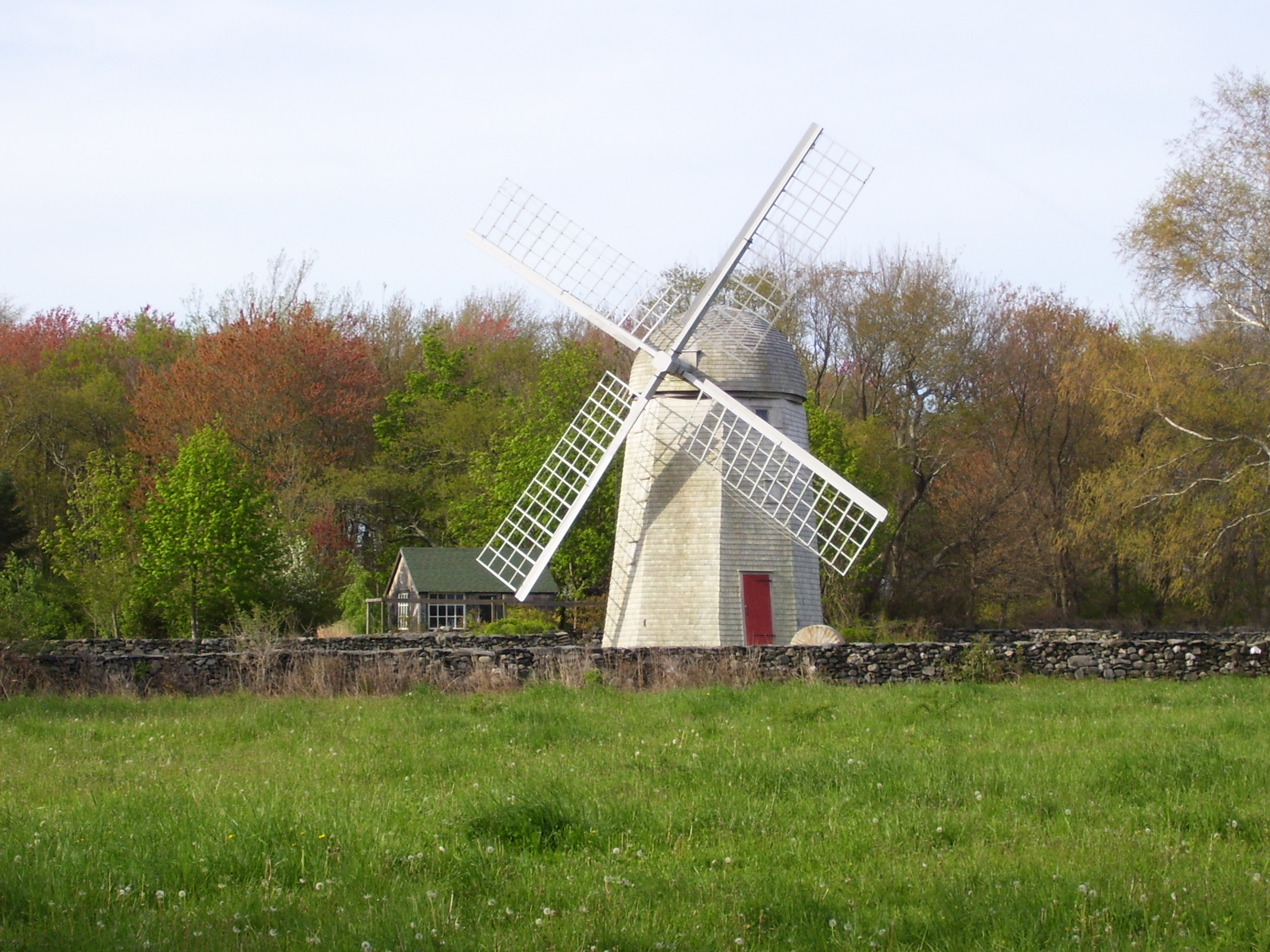
Jamestown Rhode Island windmill

### Windmolens in Nederland
In Nederland werkt de vereniging De Hollandsche Molen samen met het GVM, het Gilde van Molenaars (tot 2022 Gilde van Vrijwillige Molenaars), om nieuwe molenaars op te leiden.
Een grote dichtheid aan molens treft men onder andere aan in:
- Kinderdijk (19)
- De Zaanse Schans (15)
- De Schermer (11)
- Leiden (9)
- Schiedam (8)

Windmolens in Nederland
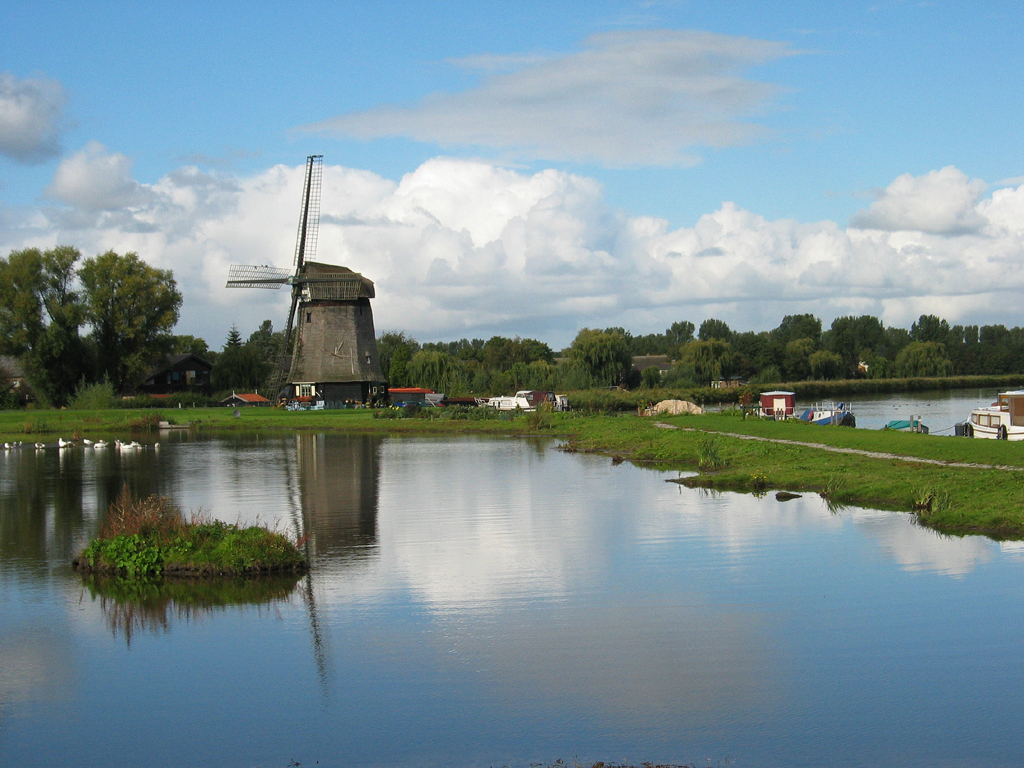
Ambachtsmolen, Alkmaar
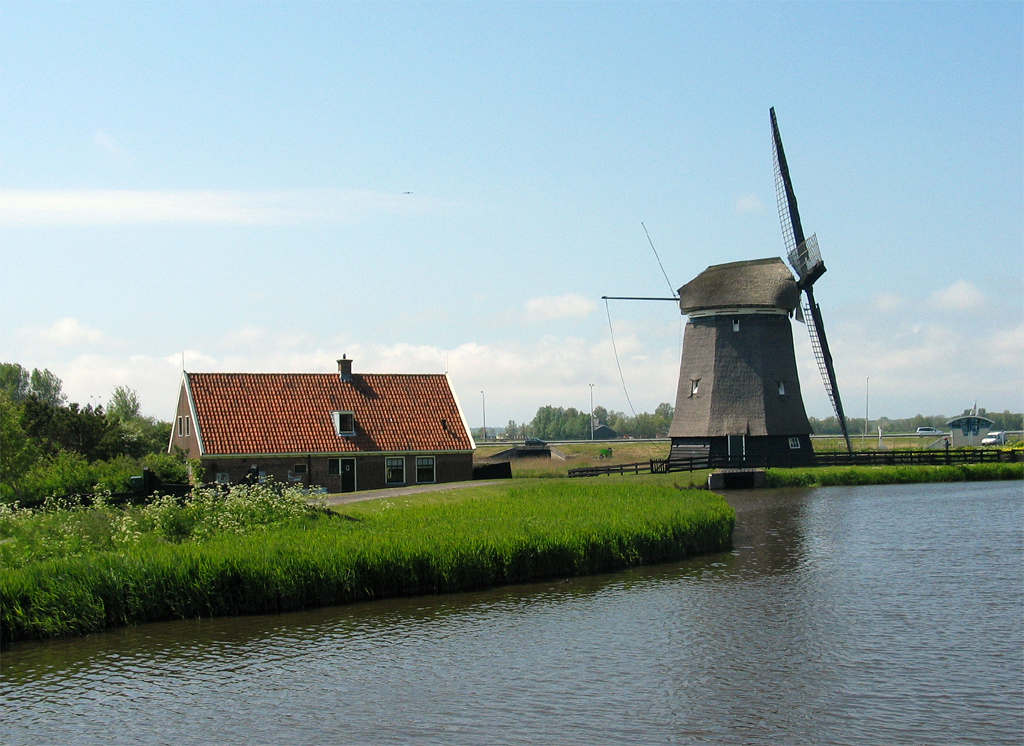
Viaanse Molen, Alkmaar
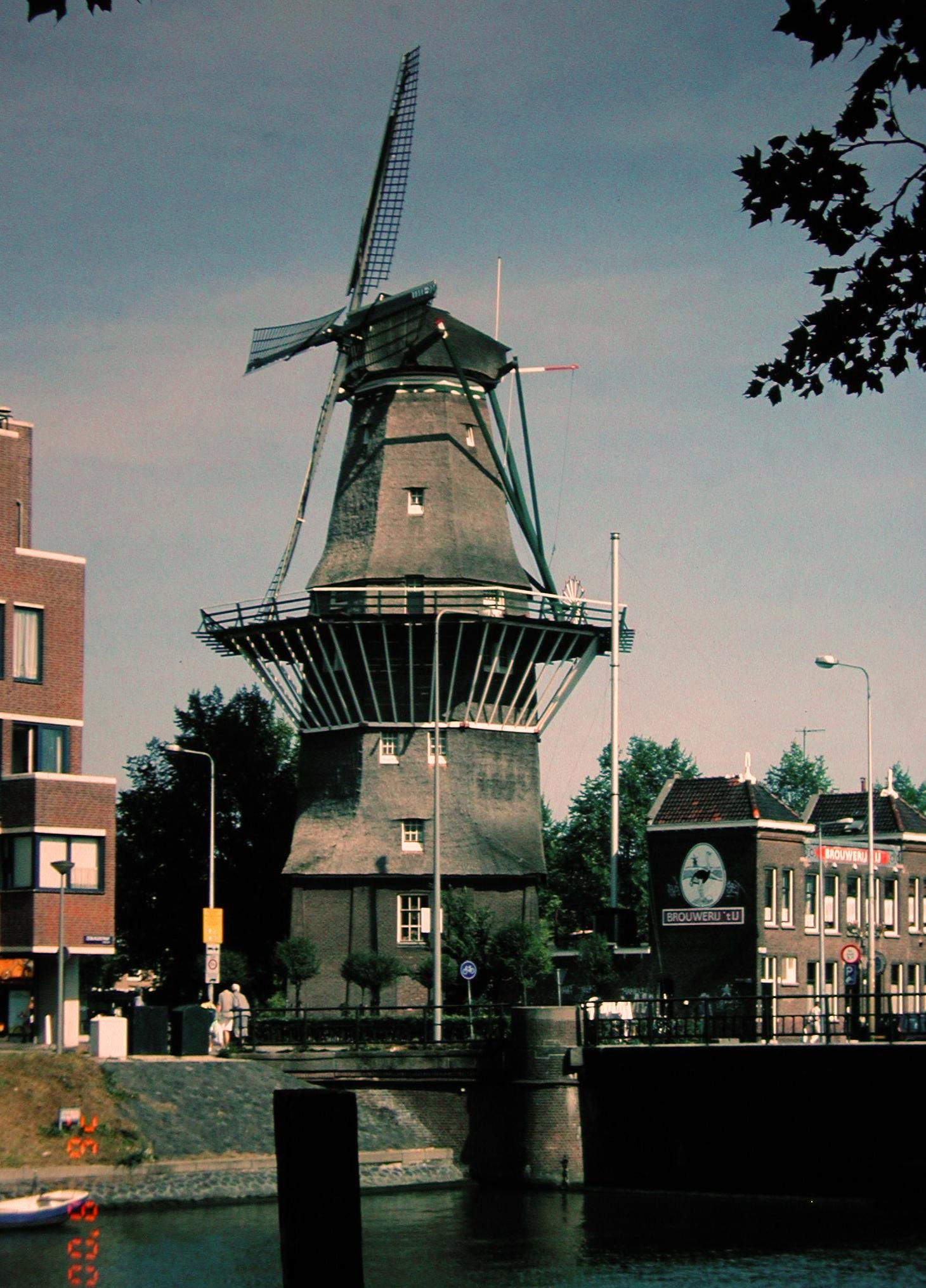
De Gooyer, Amsterdam
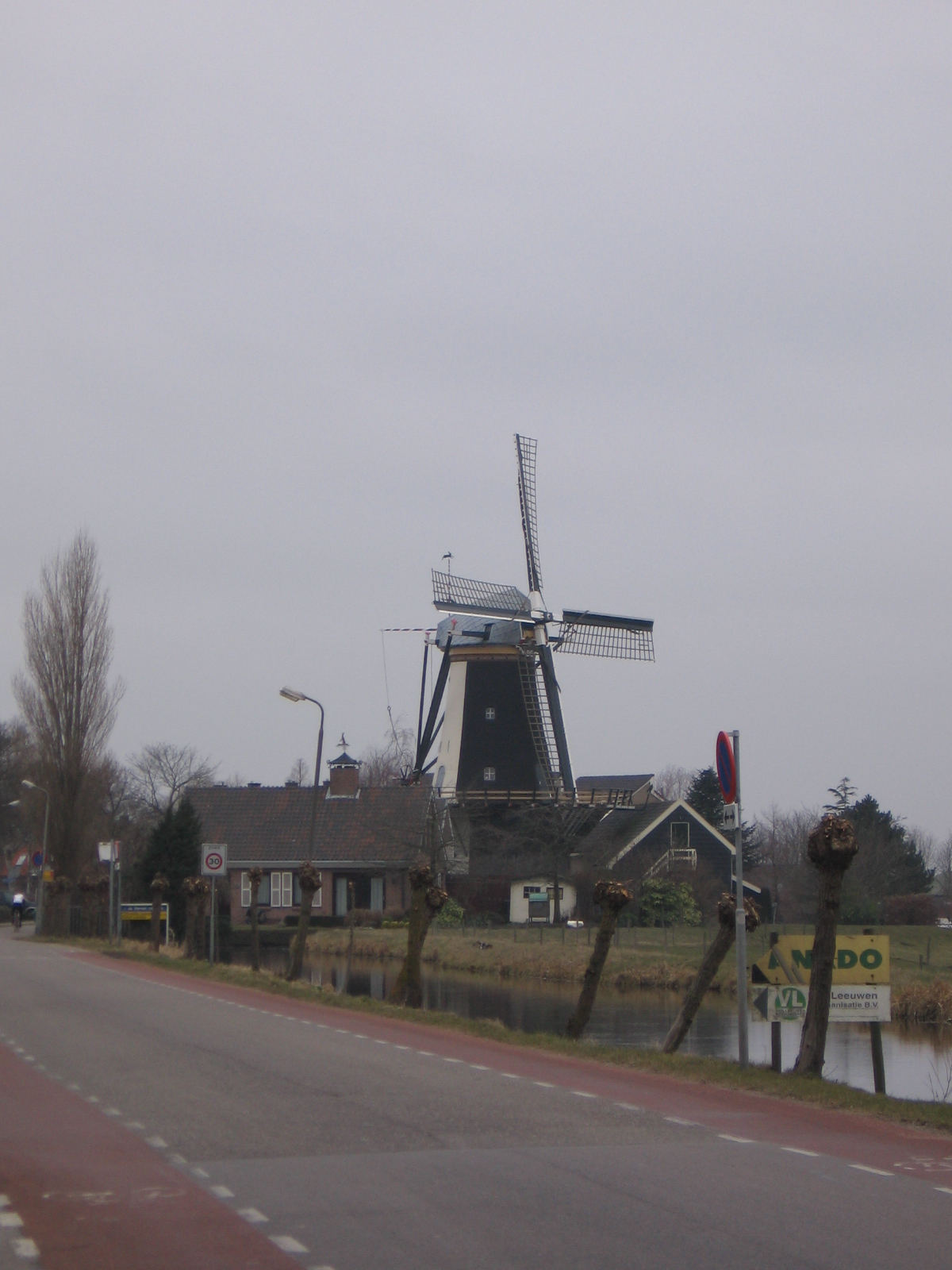
De Haas, Benthuizen
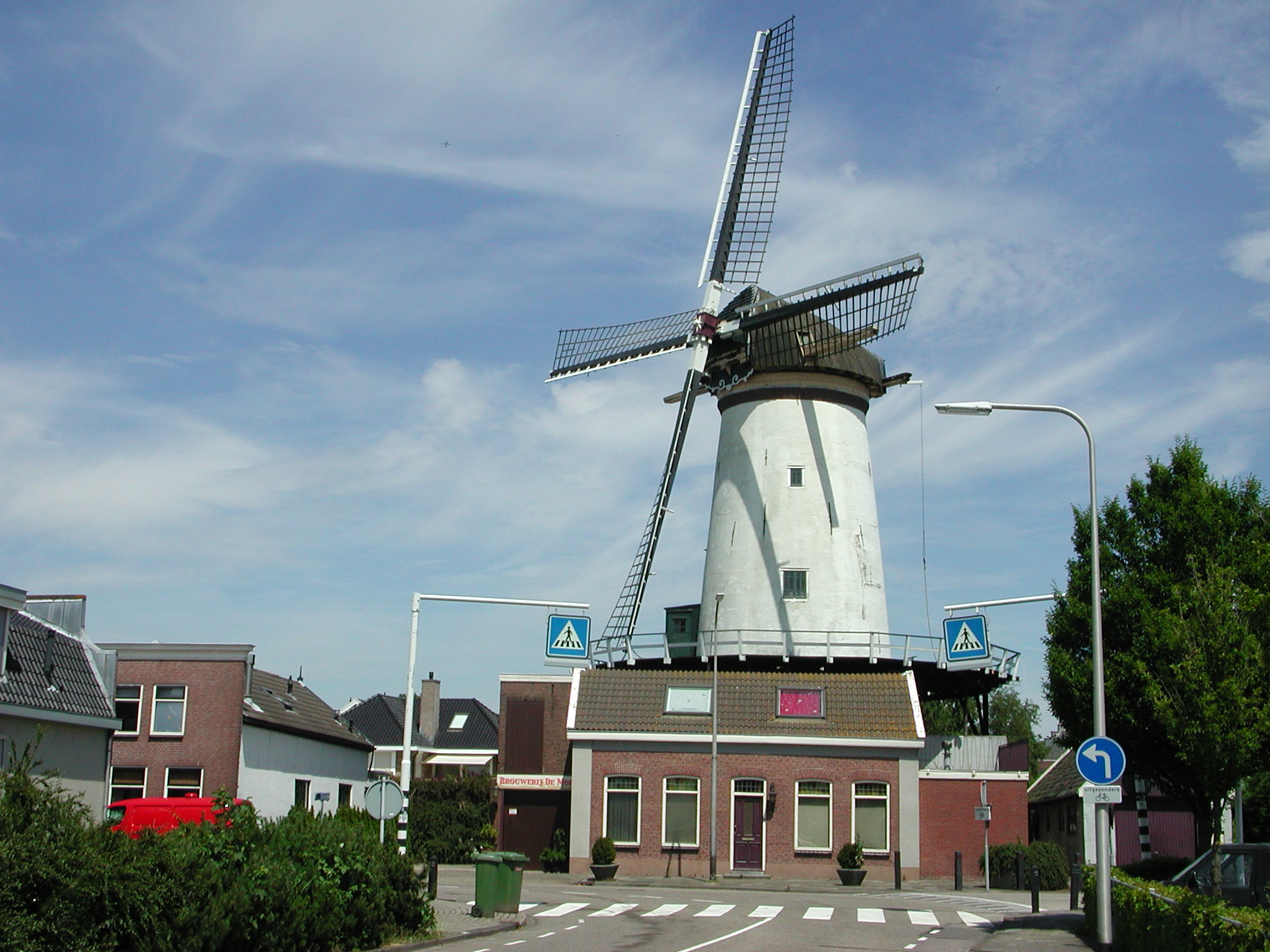
De Arkduif, Bodegraven
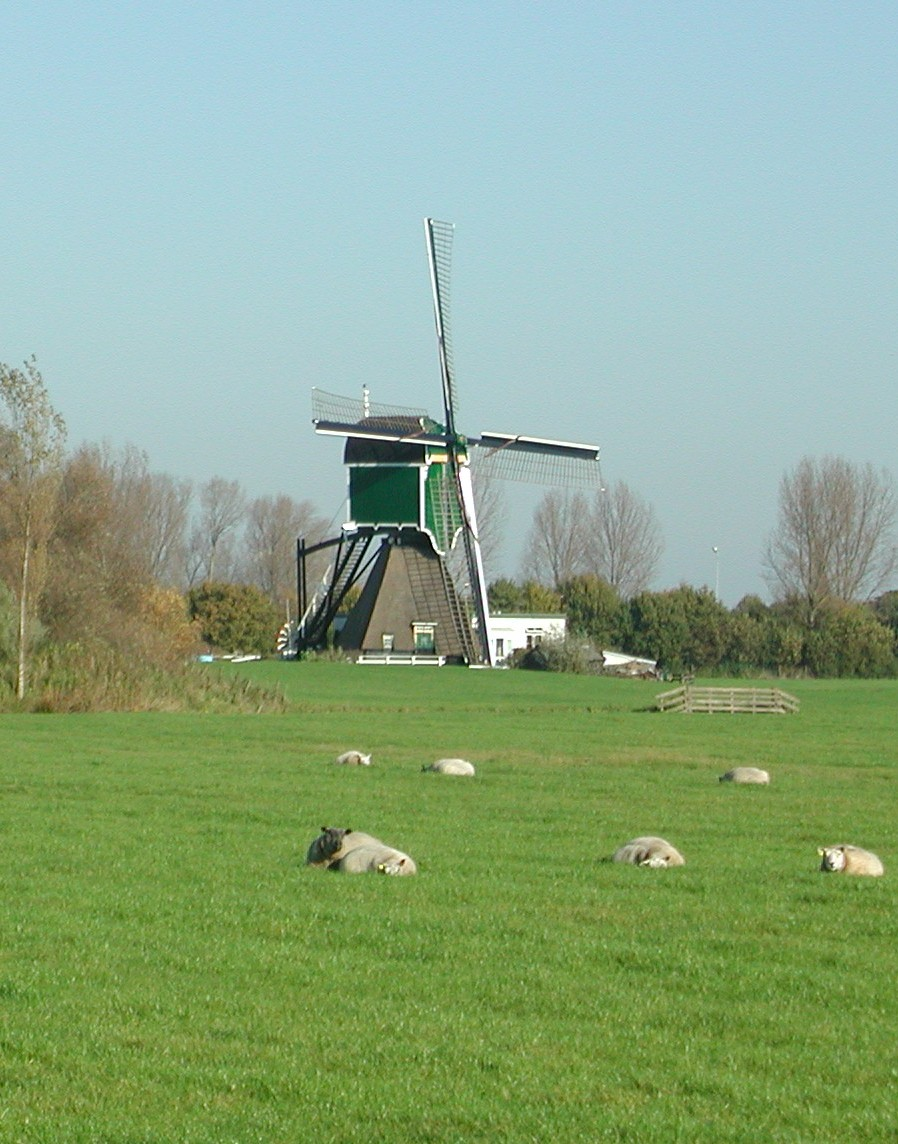
Weijpoortse molen, Nieuwerbrug
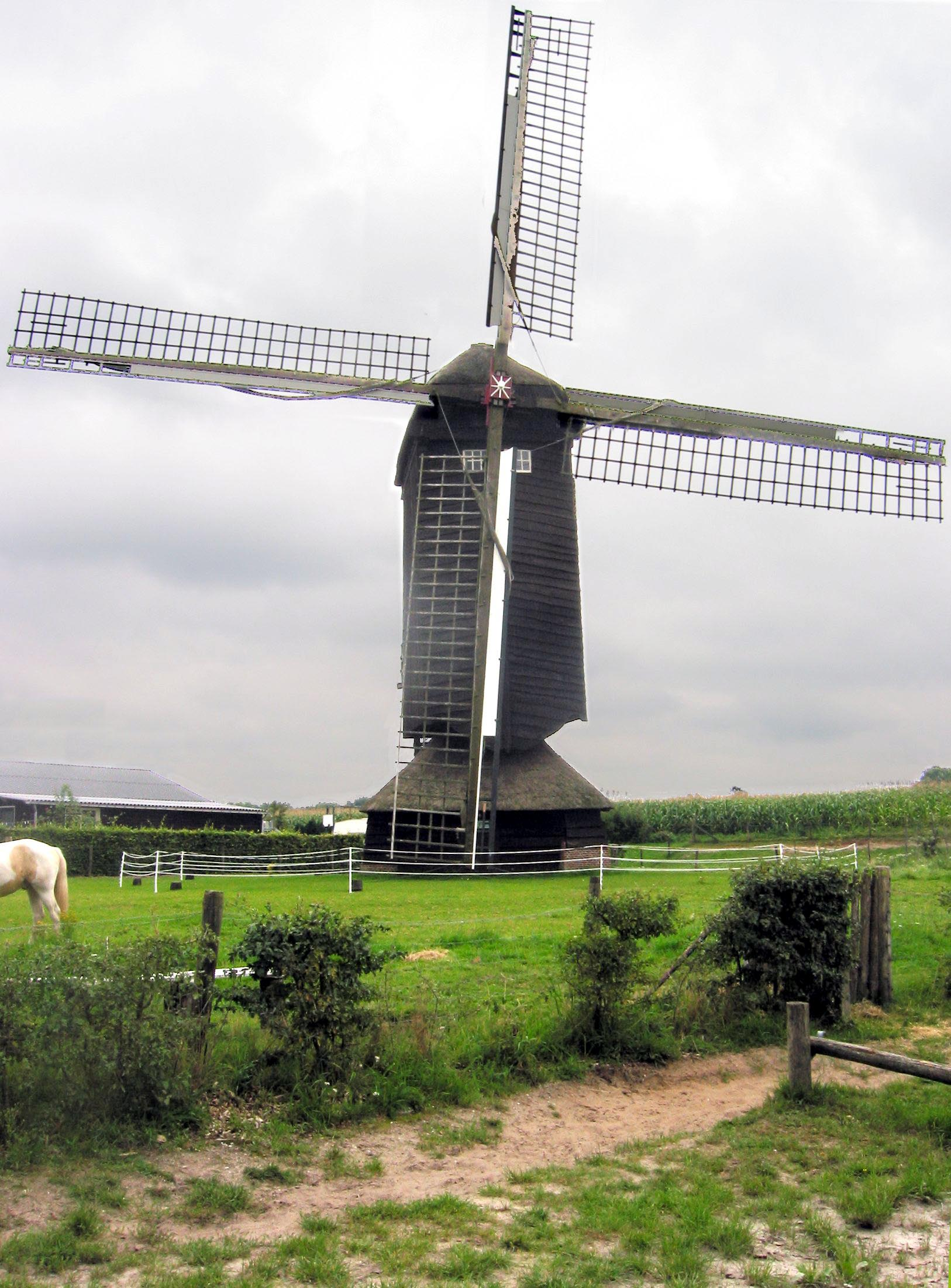
Doesburgermolen, Ede in 2005
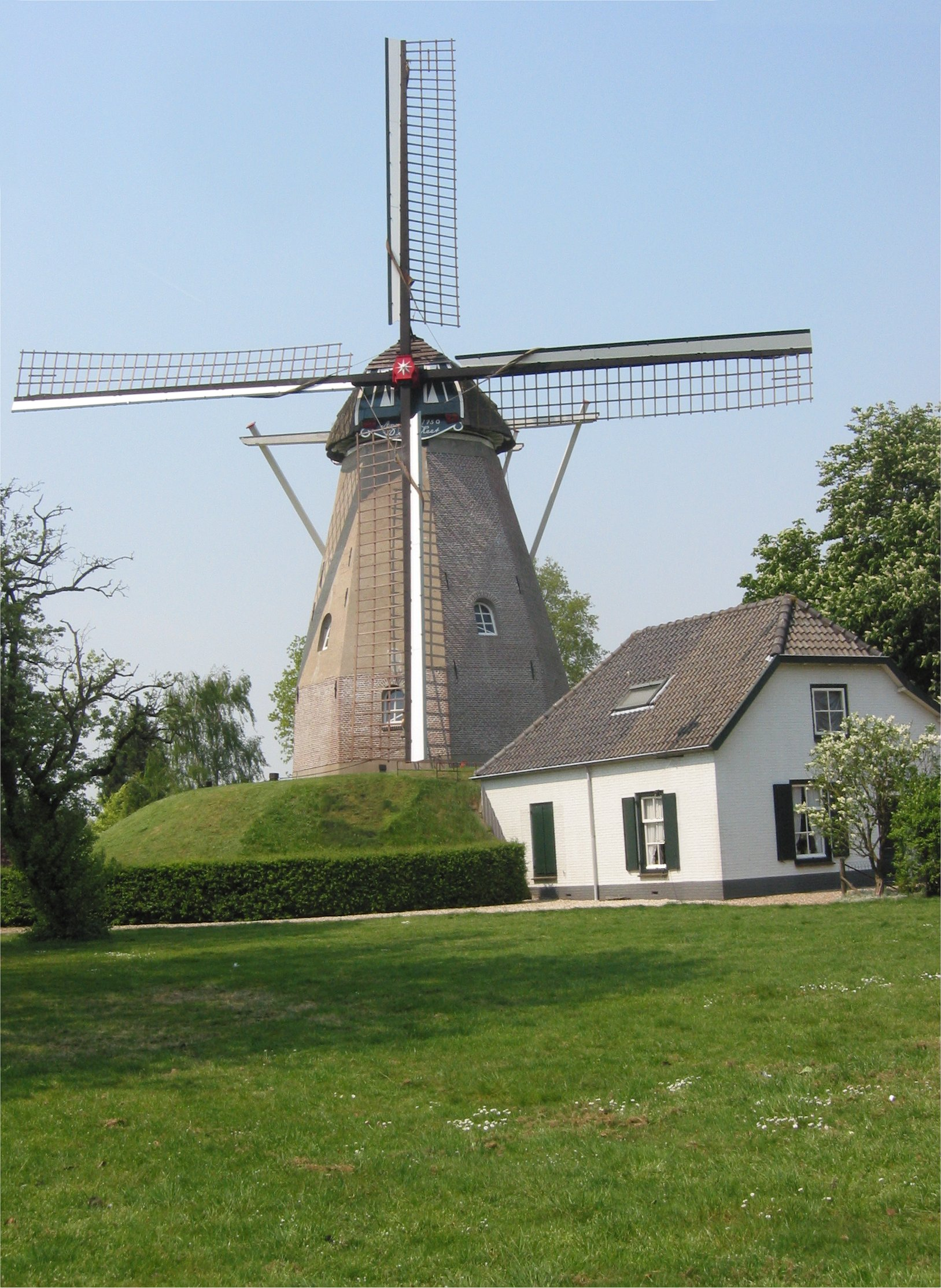
De Keetmolen anno 2006 in Ede
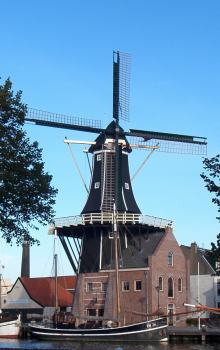
De Adriaan, Haarlem
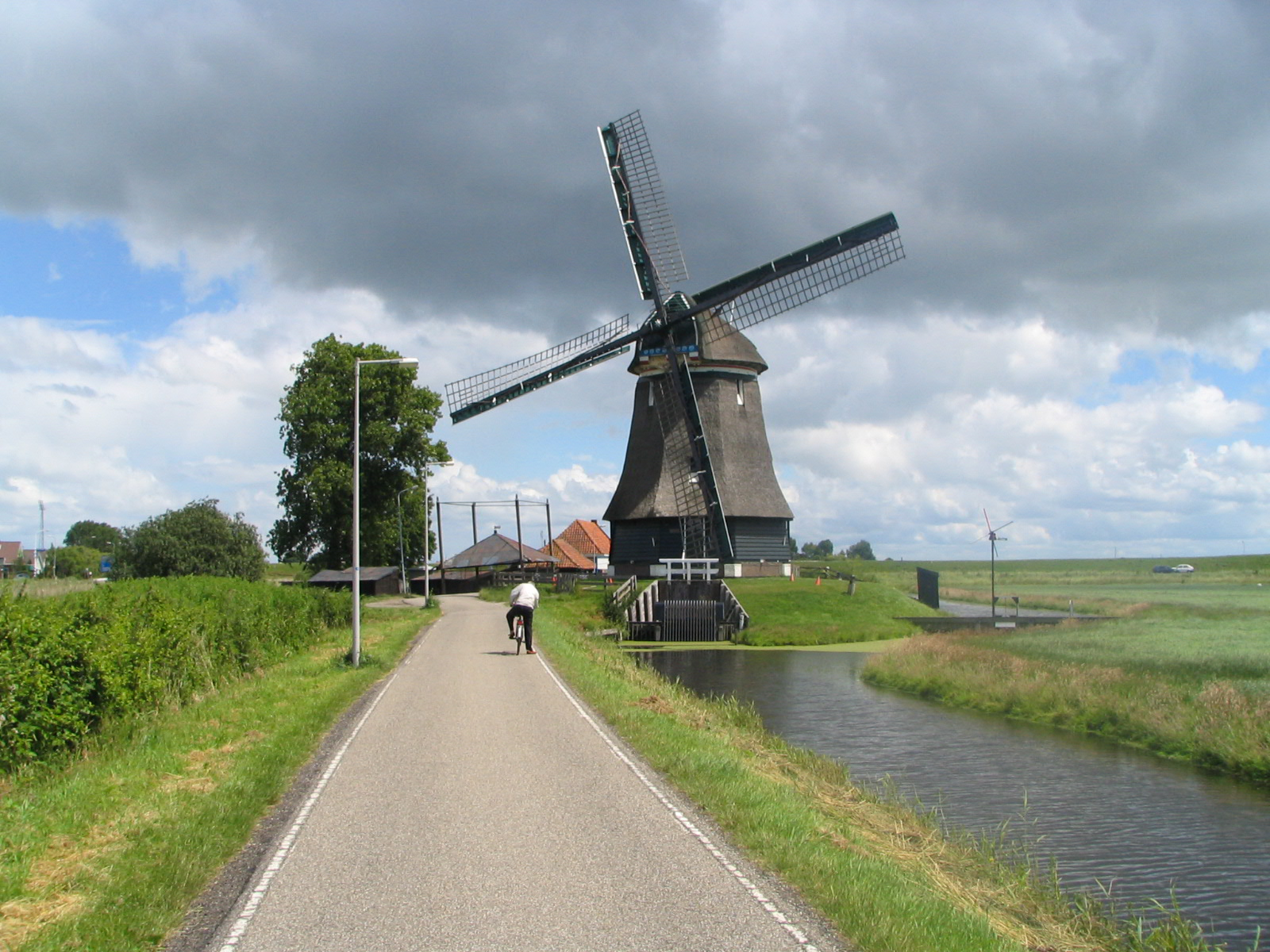
De Kathammer, Katwoude
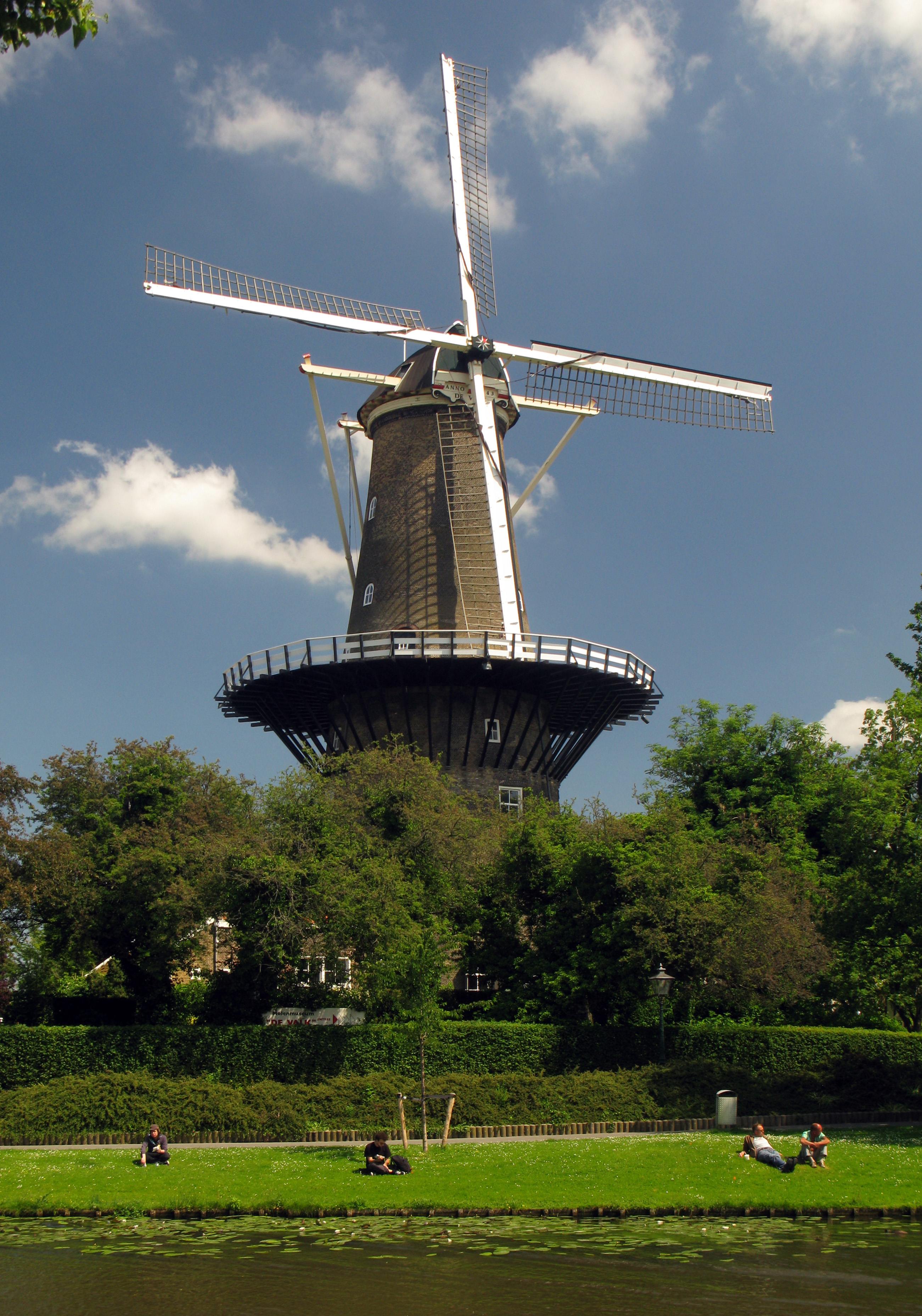
Stellingmolen in Leiden
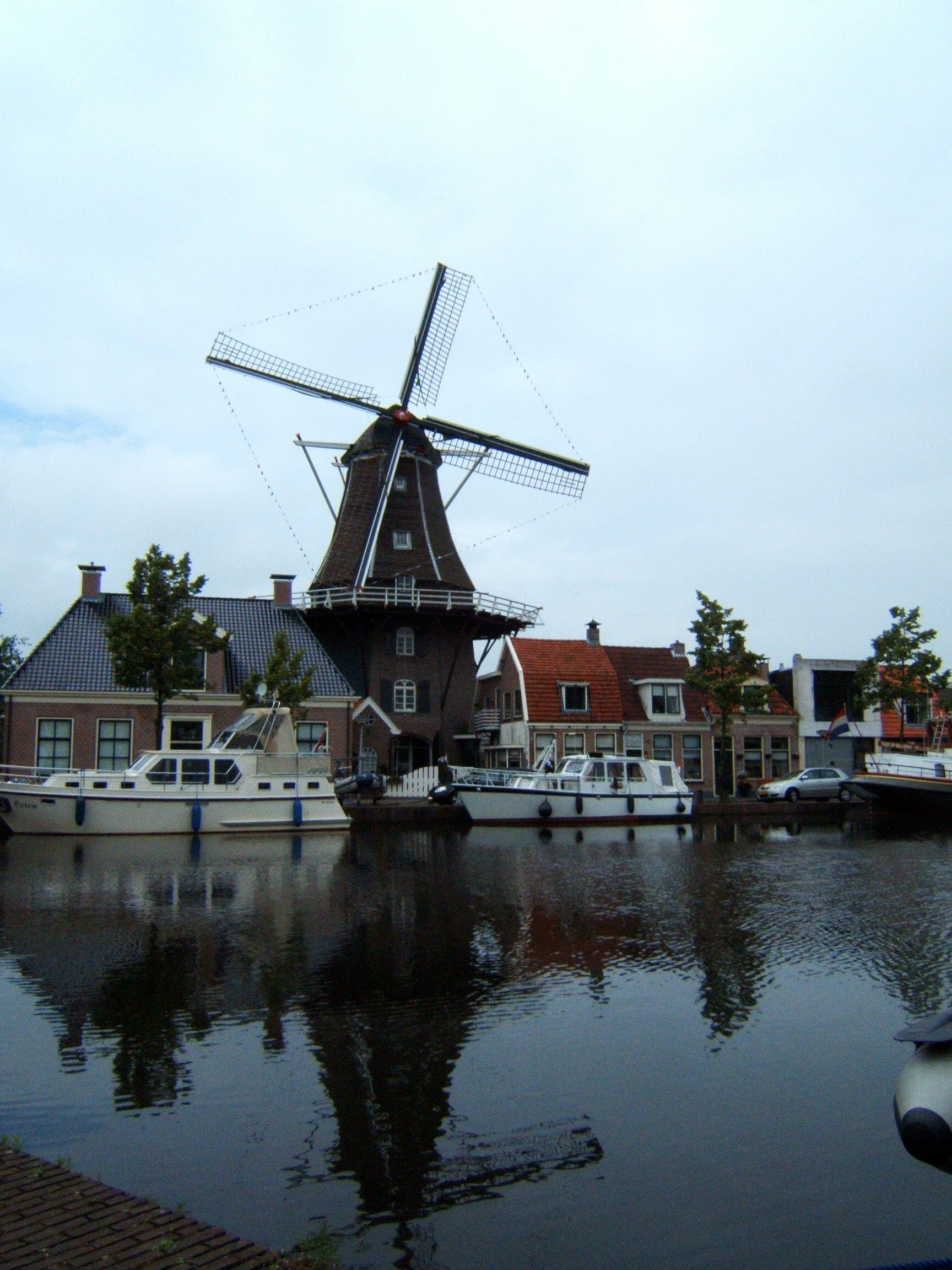
De Vlijt, Meppel
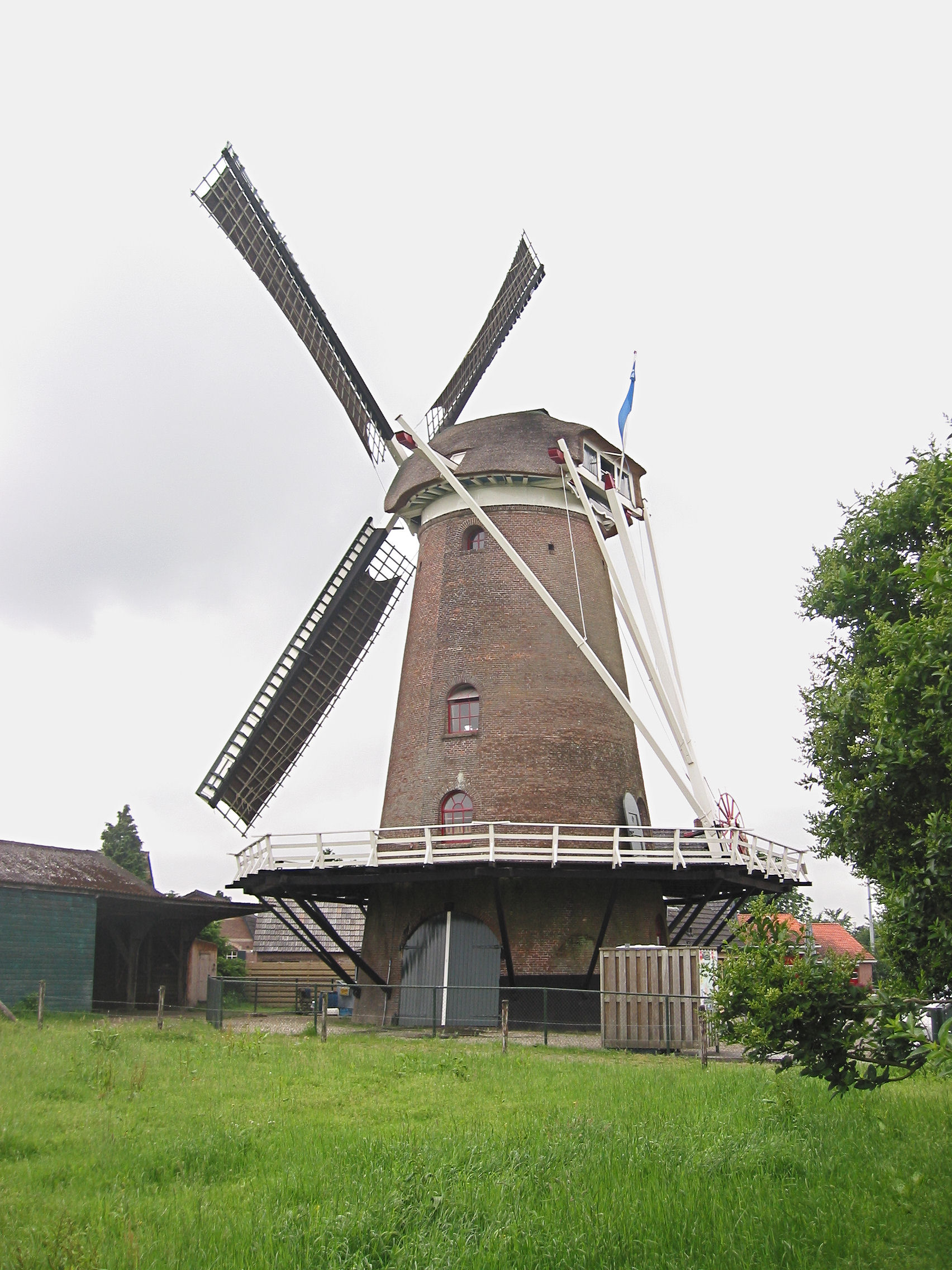
De Hoop, Garderen
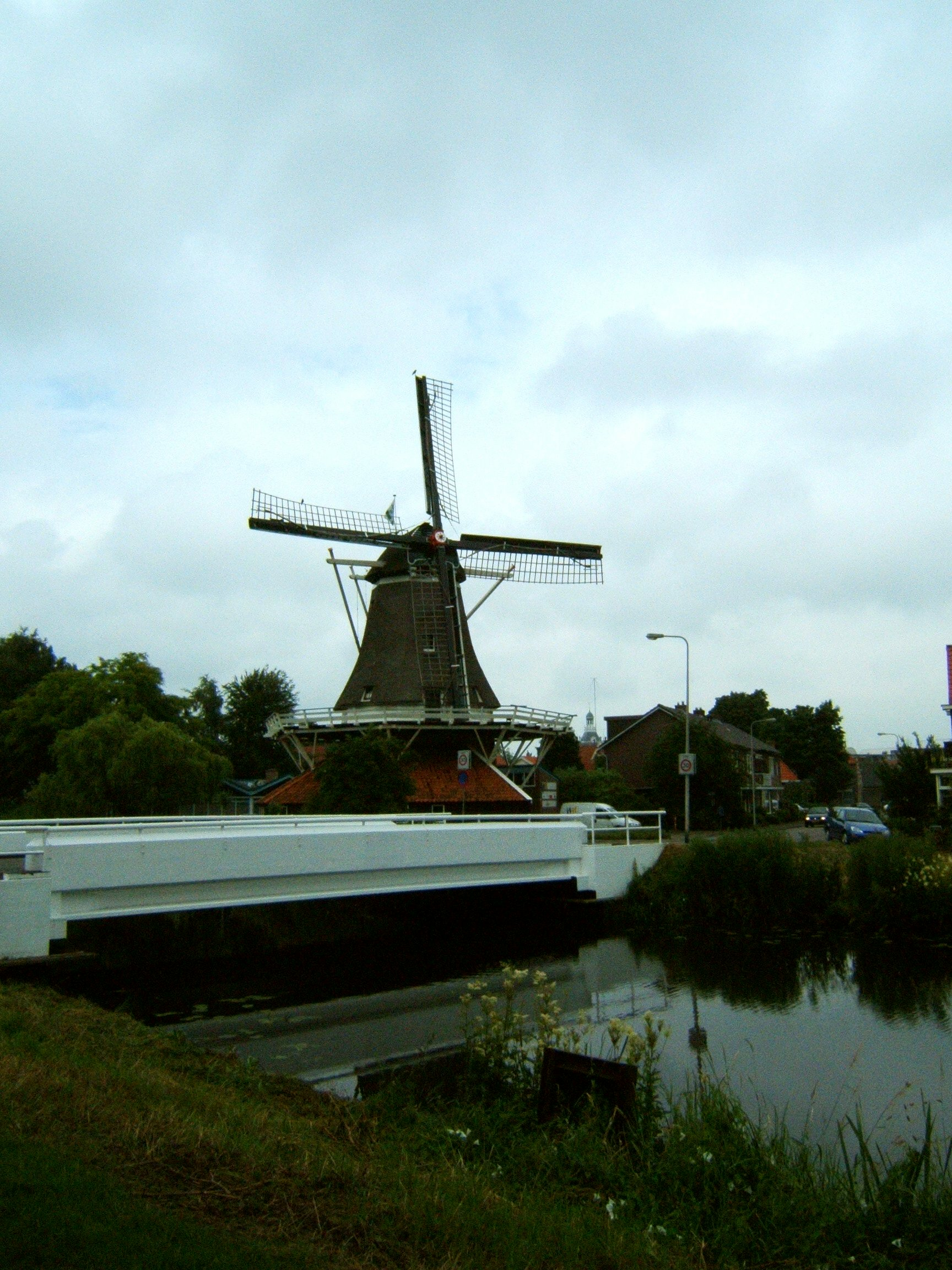
De Weert (molen), Meppel
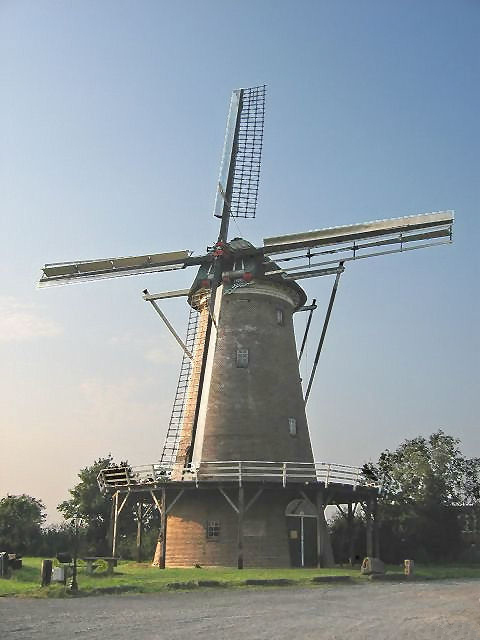
De Hollandsche Molen bij Neede
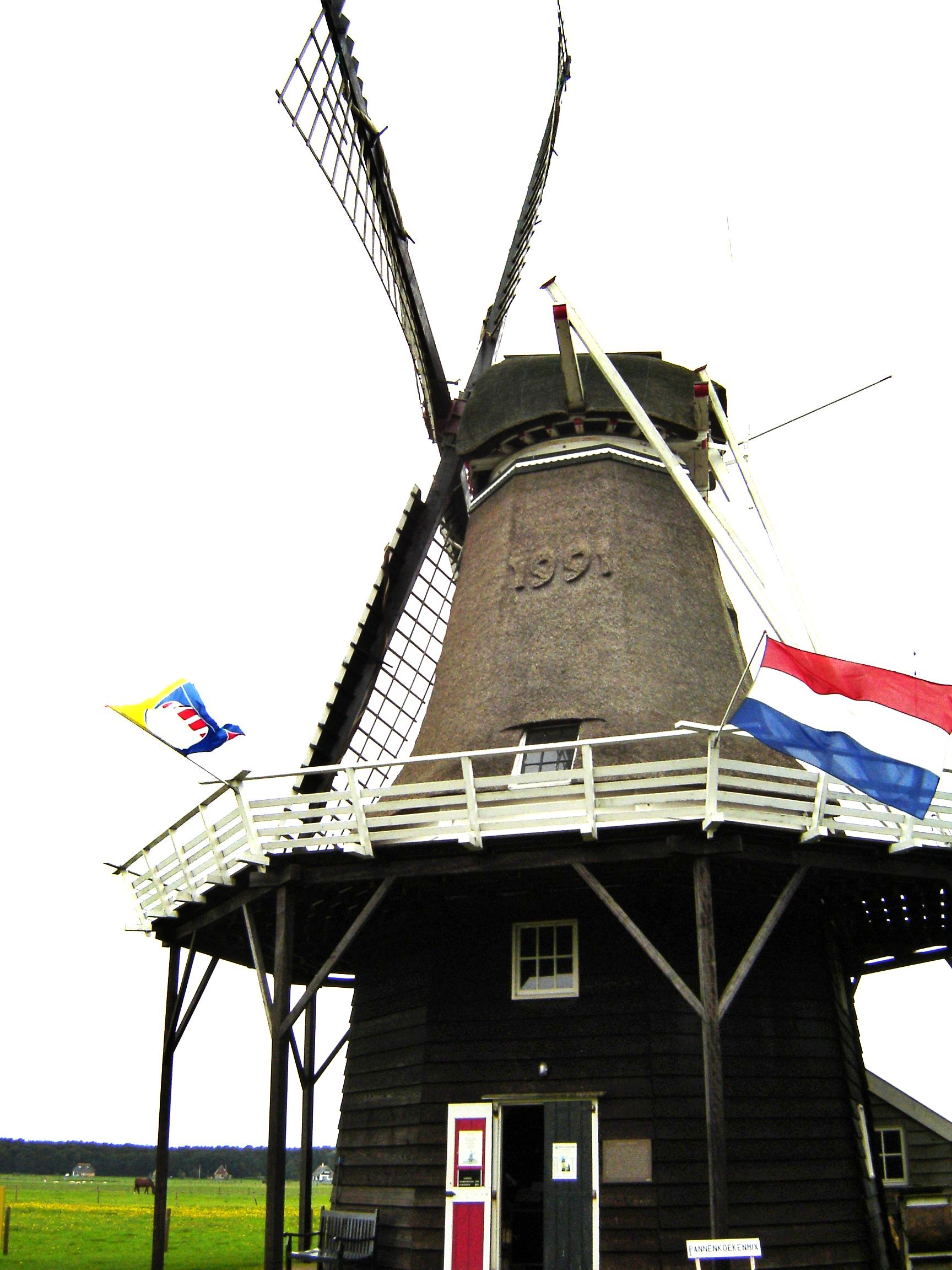
De Verwachting, Hollum
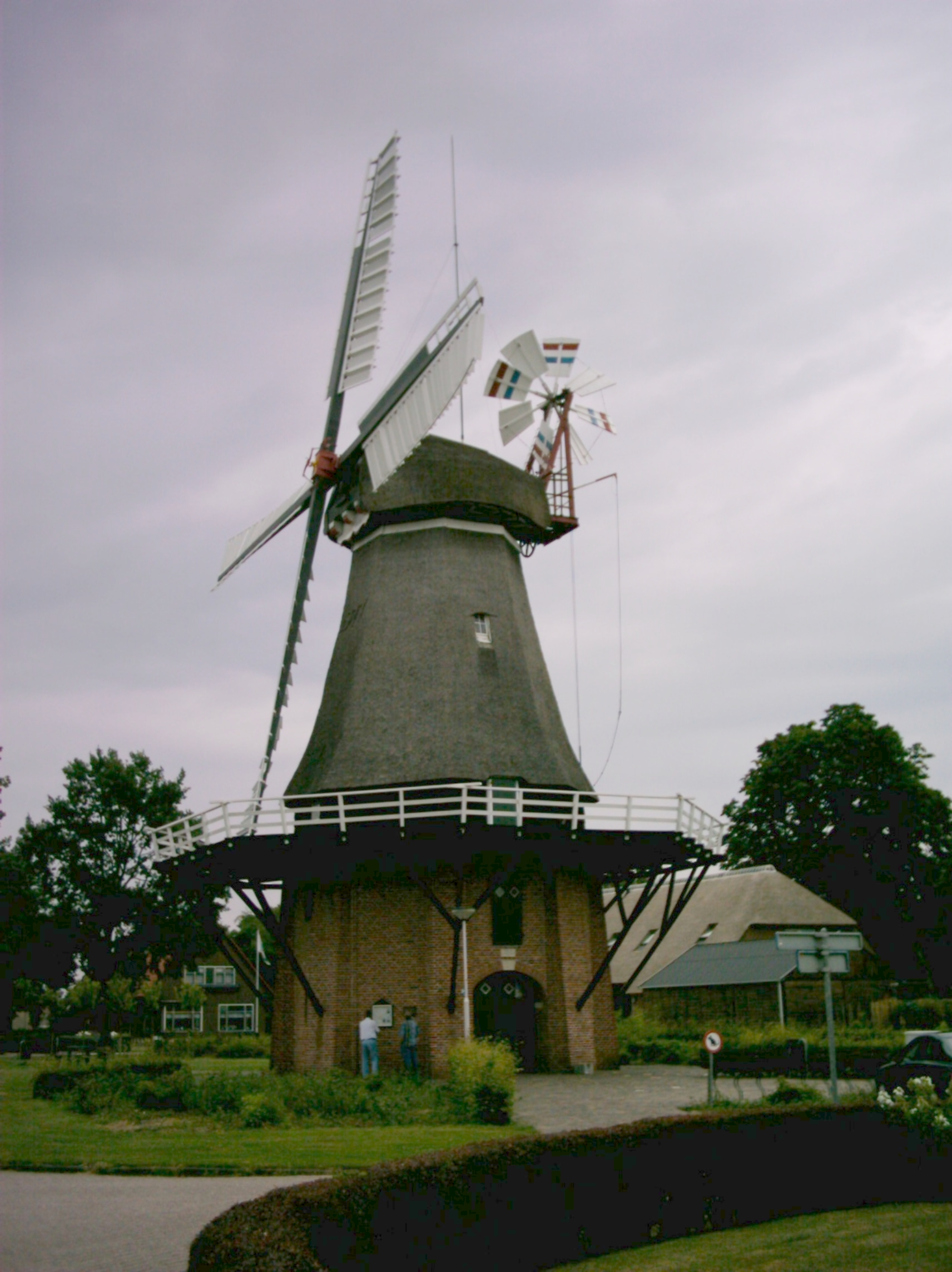
De Sterrenberg, Nijeveen
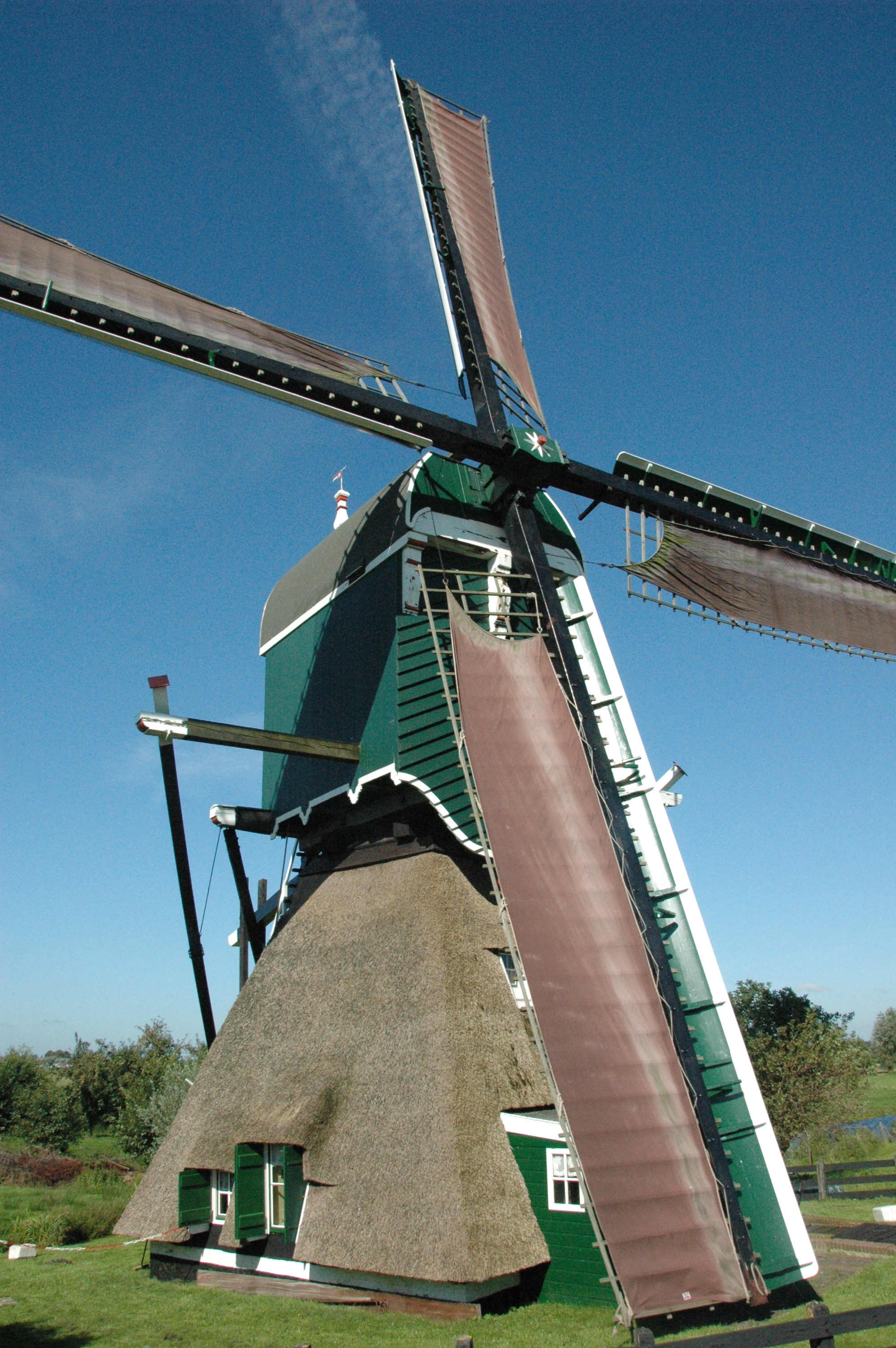
Oukoopse Molen, gem Reeuwijk
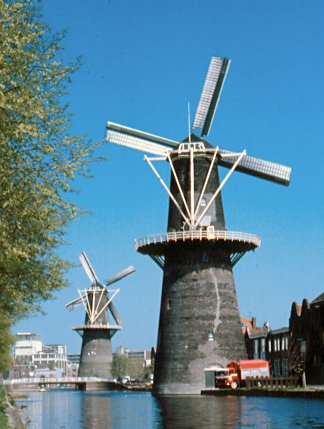
Molens in Schiedam
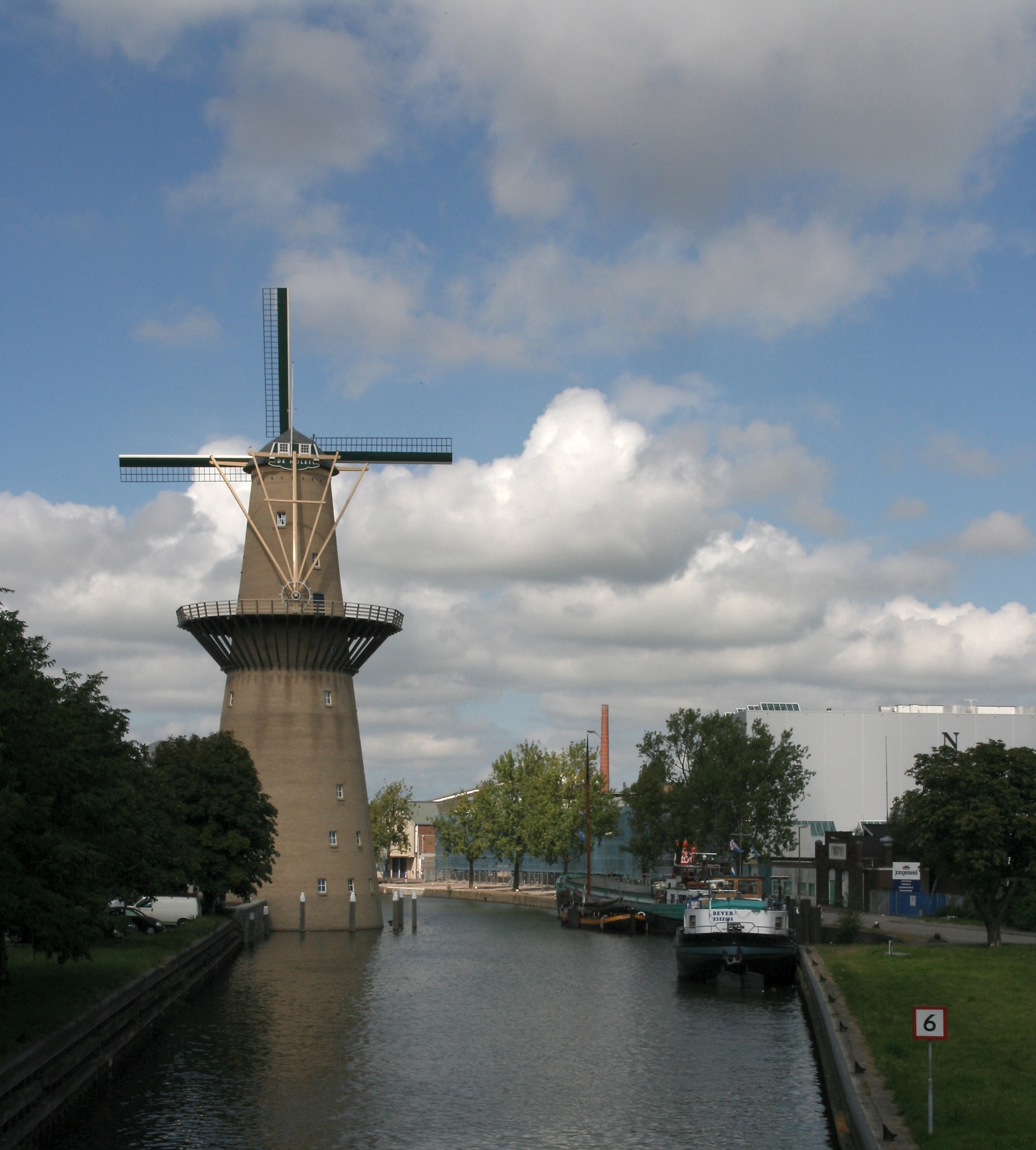
Molen De Nolet, Schiedam
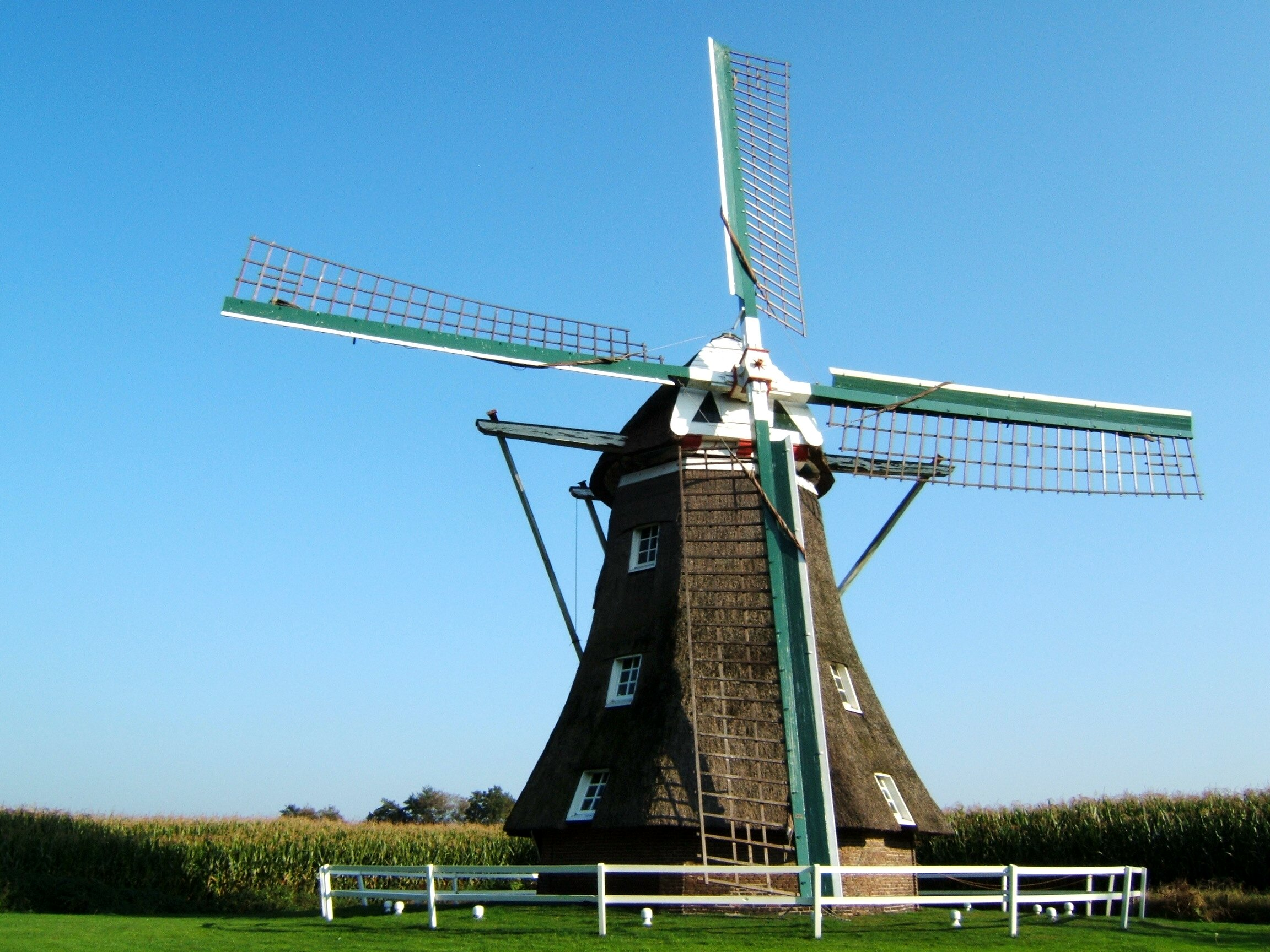
De Leijen, Staphorst
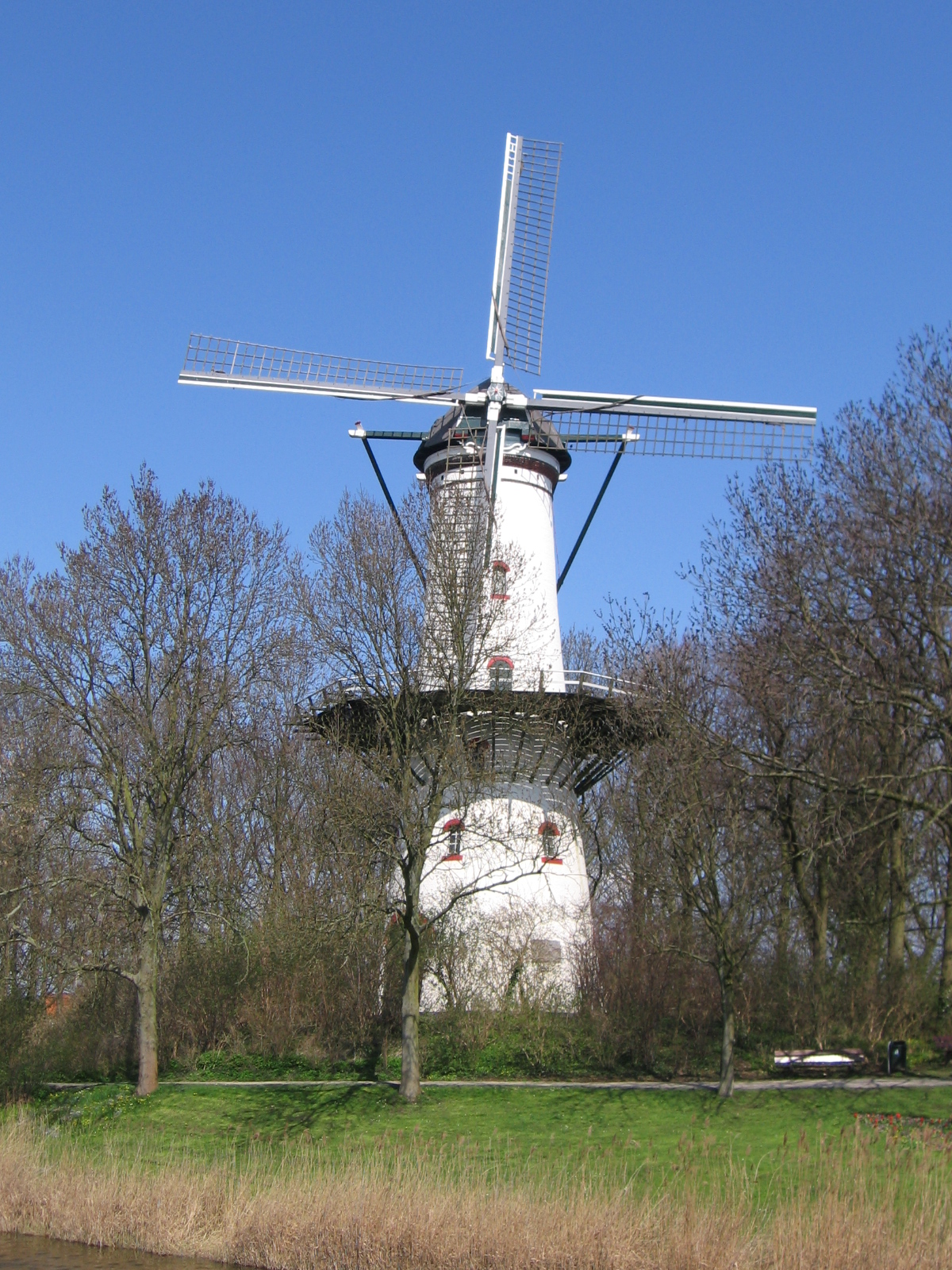
Molen De Hoop, Tholen
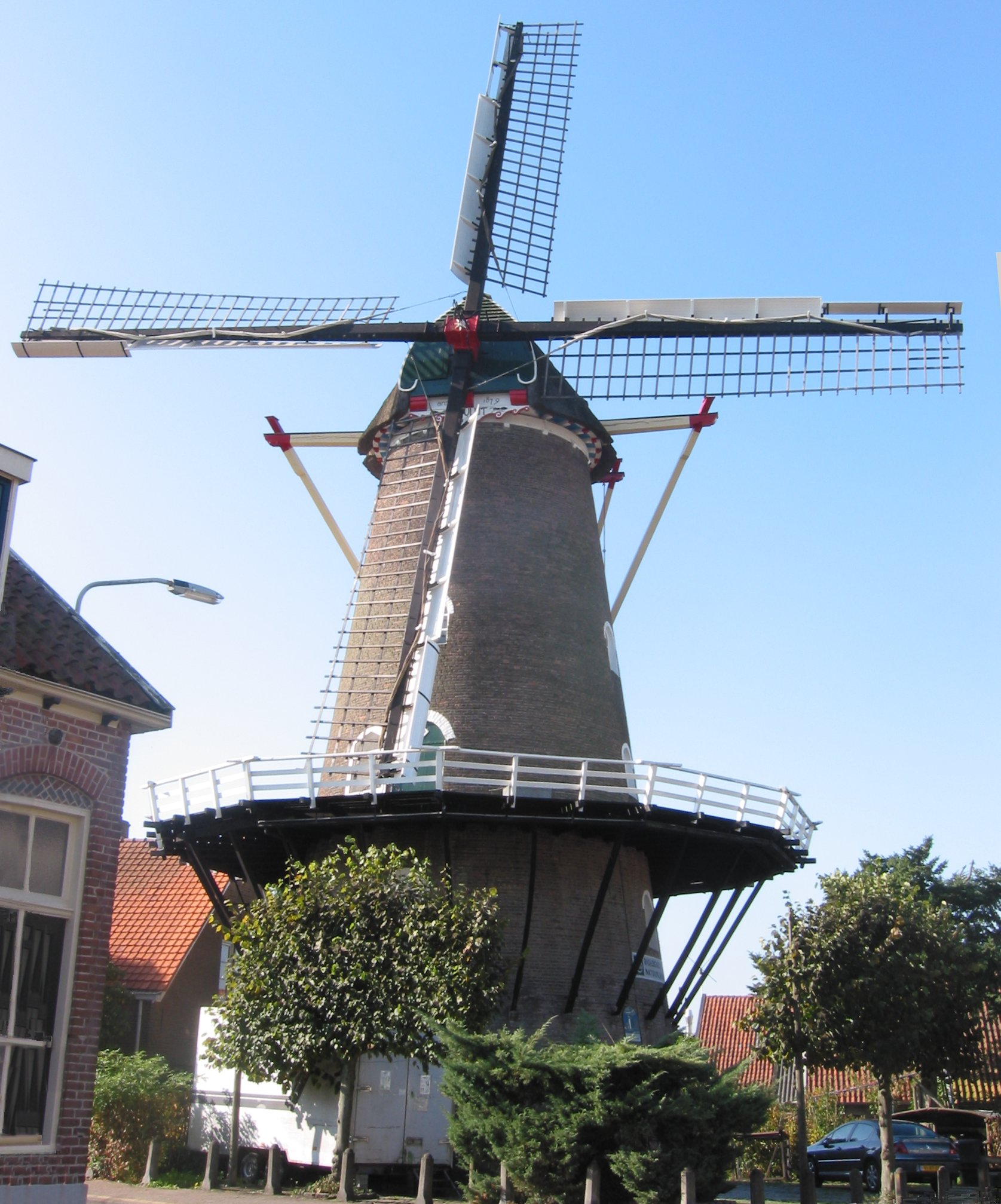
De Vlijt in Wageningen 2005
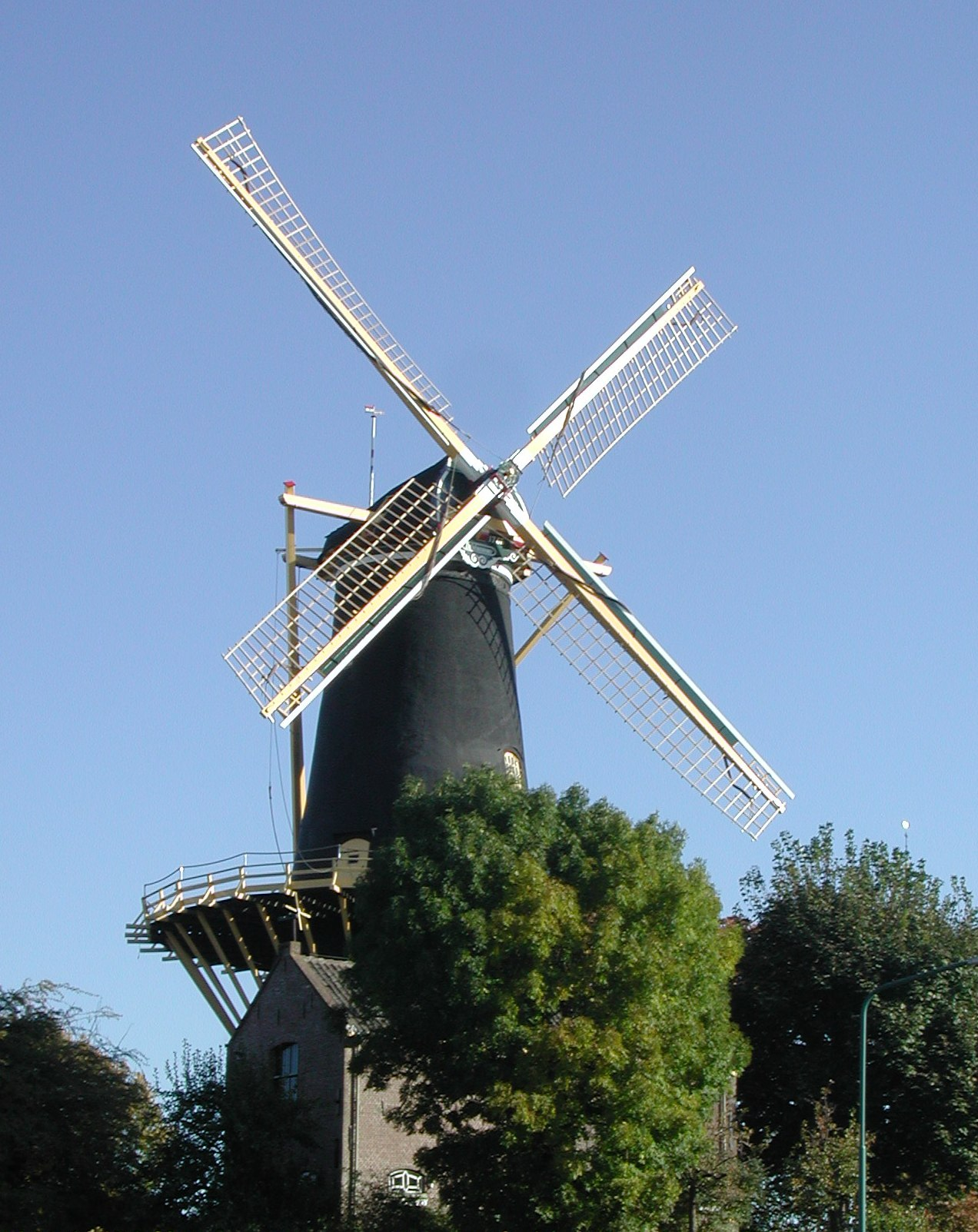
De Windhond, Woerden
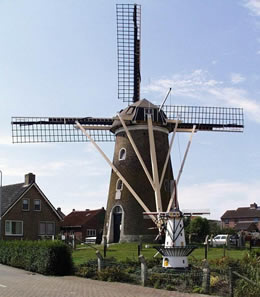
Zoutelandse Molen, Zoutelande
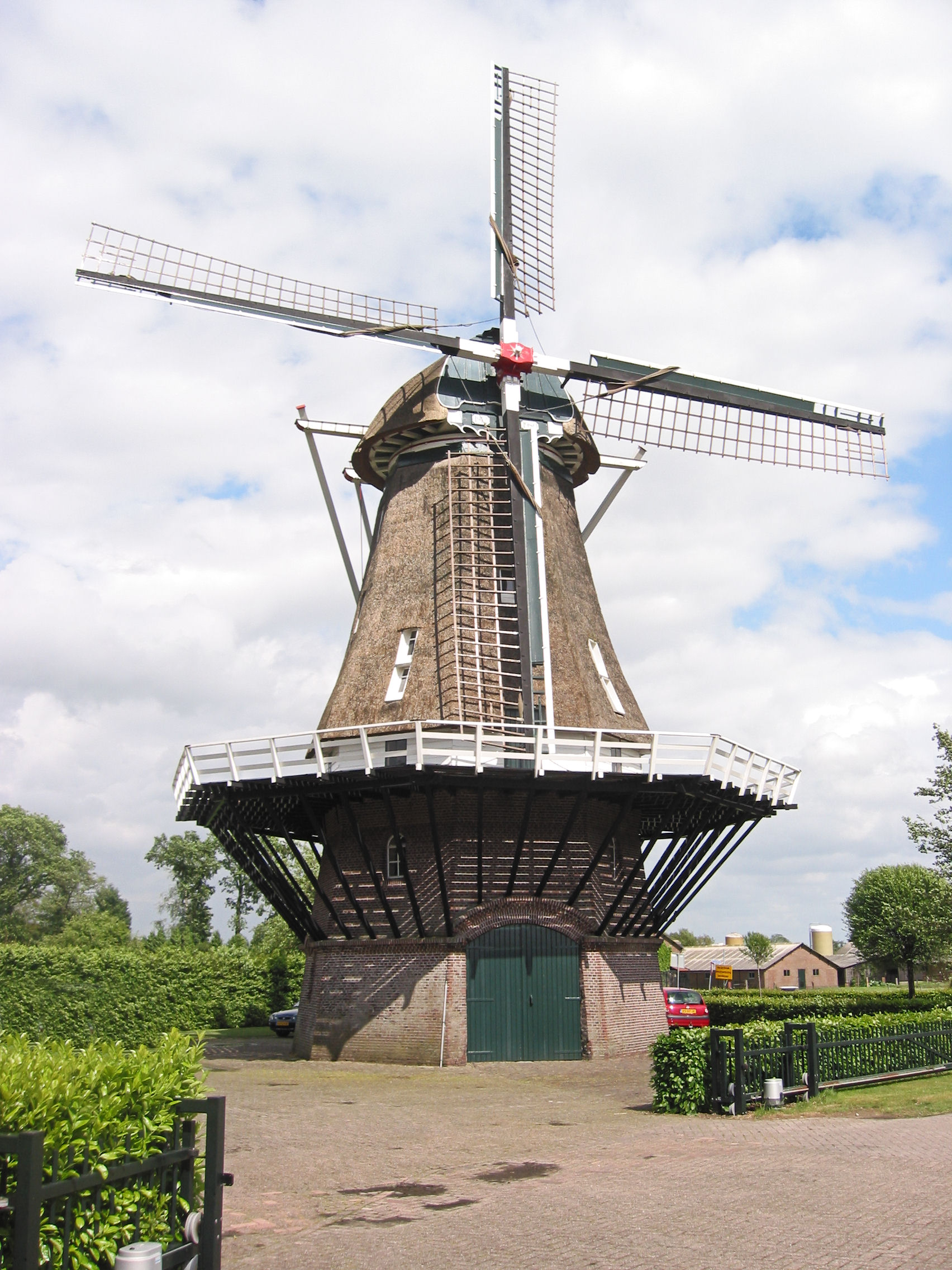
Walderveense molen
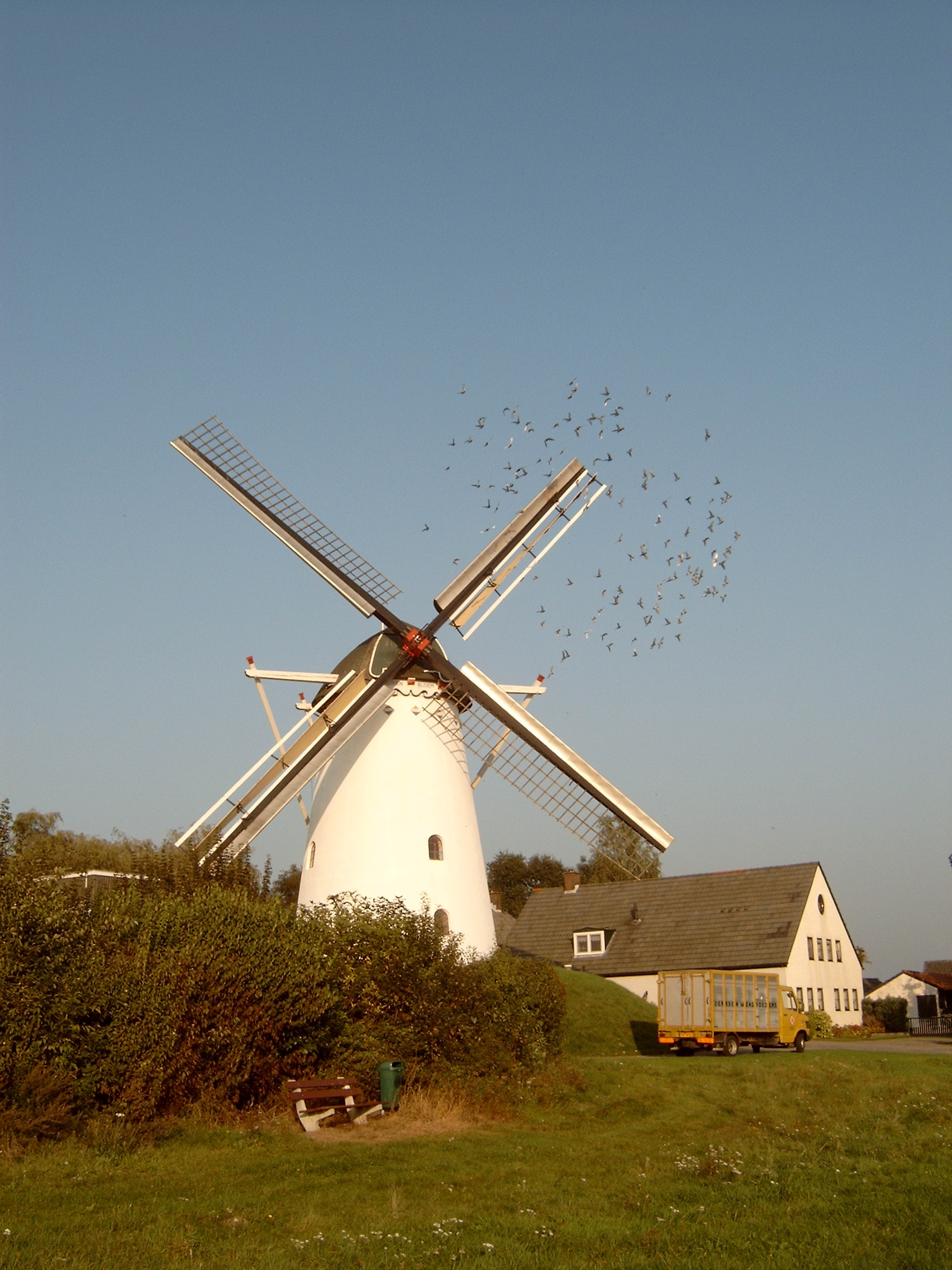
De Korenbloem bij Loil
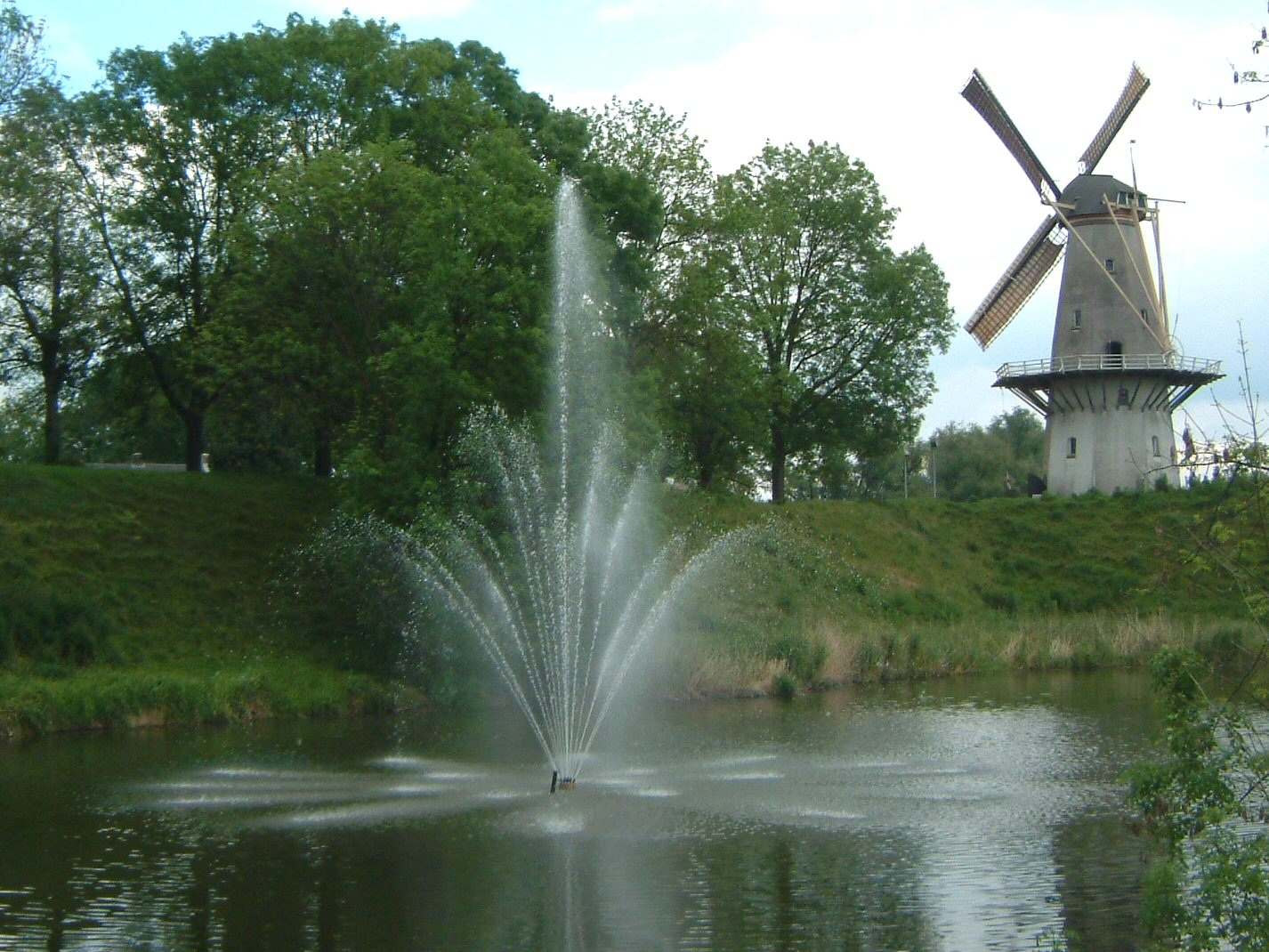
Nooit Gedagt, Woudrichem

### Windmolens in overige landen

Windmolens in overige landen
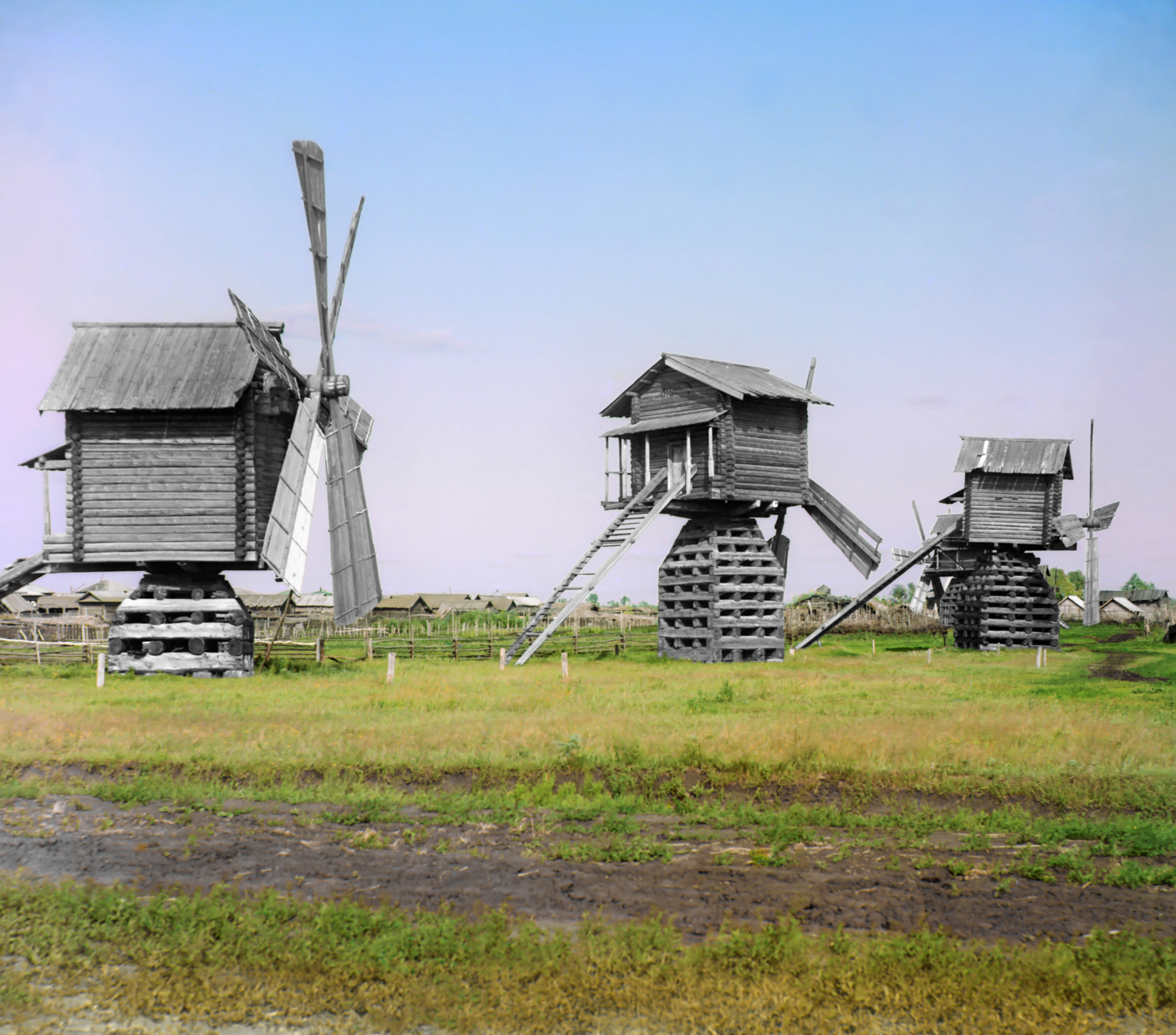
Windmolens in westelijk Siberië (circa 1910).
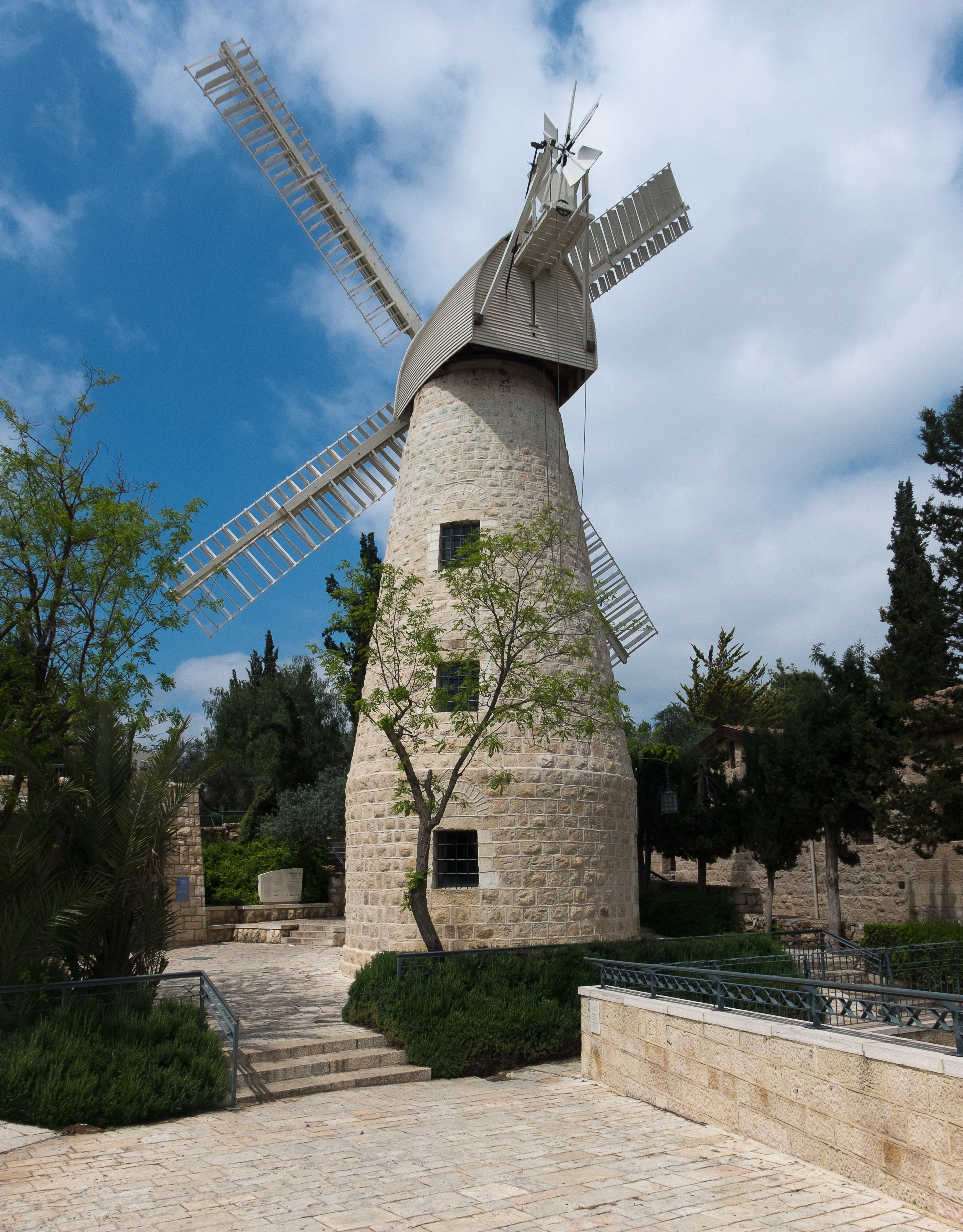
De Montefioremolen in Jeruzalem (2016)
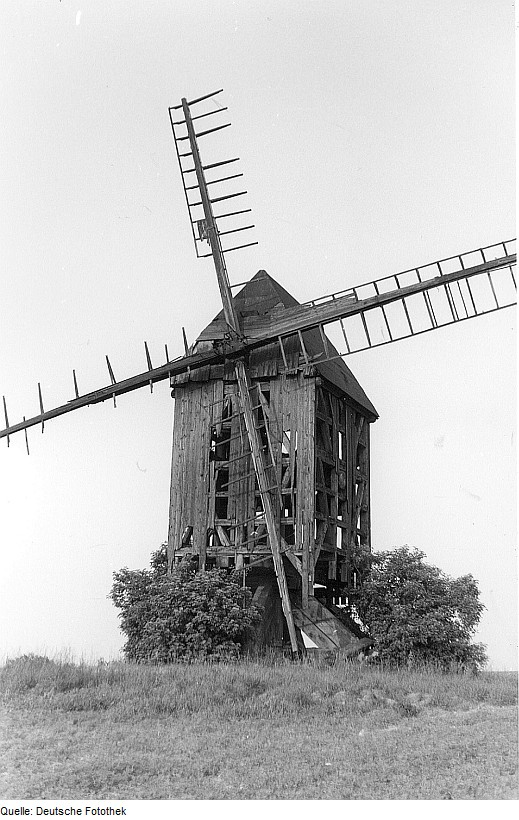
Een in verval geraakte molen met als bouwjaar 1709 in Duitsland, Michendorf-Langerwisch.

## Video
- Bioscoopjournaal uit 1924 over het langzaam verdwijnen van windmolens en het molenaarsvak

## Wetenswaardigheden
- De hoogste windmolen in Nederland is de 42 meter hoge Noletmolen in Schiedam, een in 2005 gebouwde molen die elektriciteit produceert en die eruitziet als een klassieke stellingmolen. De niet meer bestaande molen De Arend te Rotterdam was de hoogste klassieke molen, 41 m hoog met een gevlucht van 27,5 m.
- De oudst bekende en onbetwistbare windmolenvermeldingen in Nederland dateren van circa 1180. Waarschijnlijk waren dit standerdmolens.
- In de Zaanstreek moesten molens tot 1813 een unieke naam hebben vanwege de administratie en de inning van het windrecht. Uiteraard waren poldermolens hiervan uitgezonderd.